# Biserica de lemn din Filea de Jos

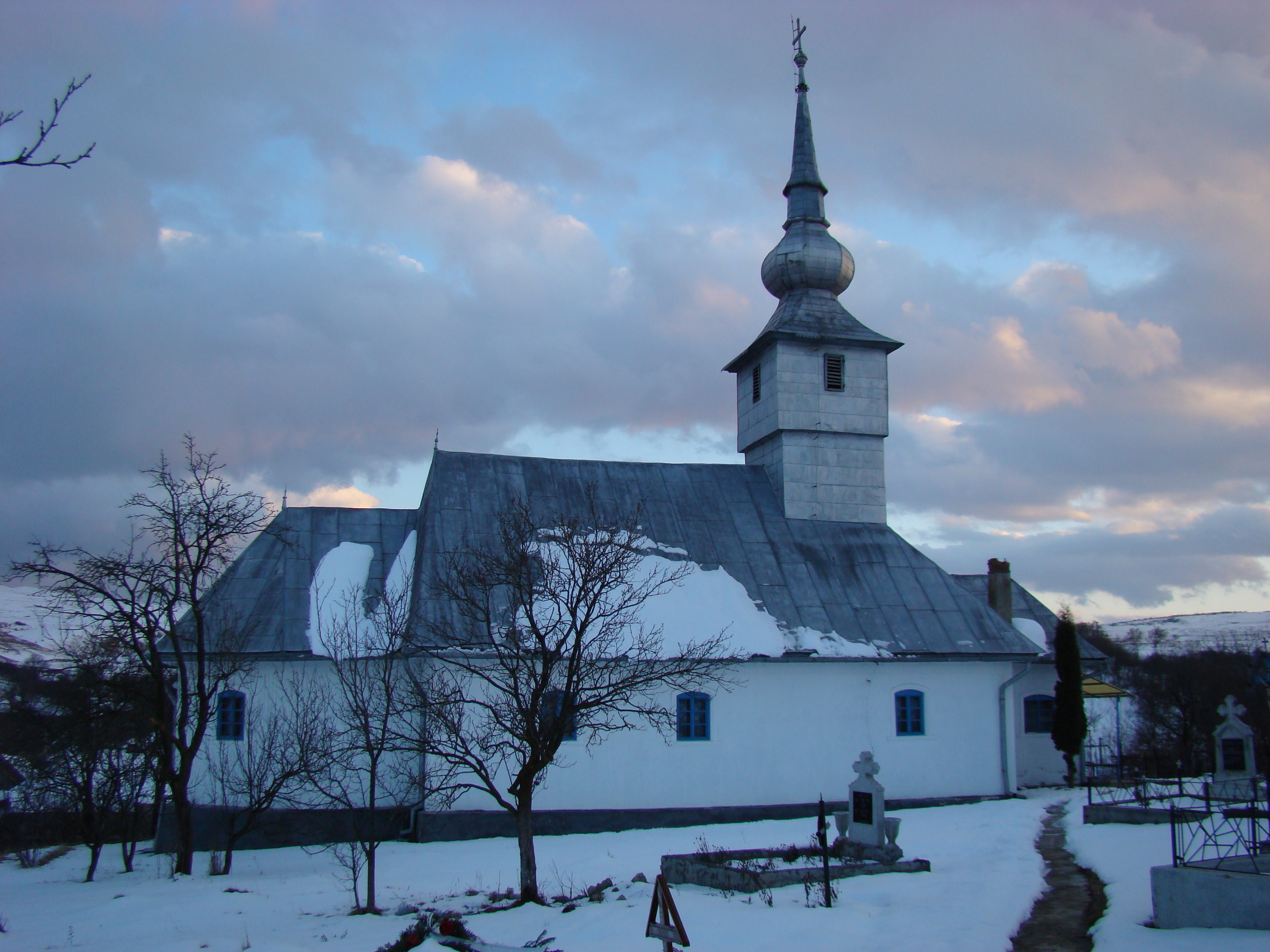
Biserica de lemn din Filea de Jos, foto: februarie 2009.

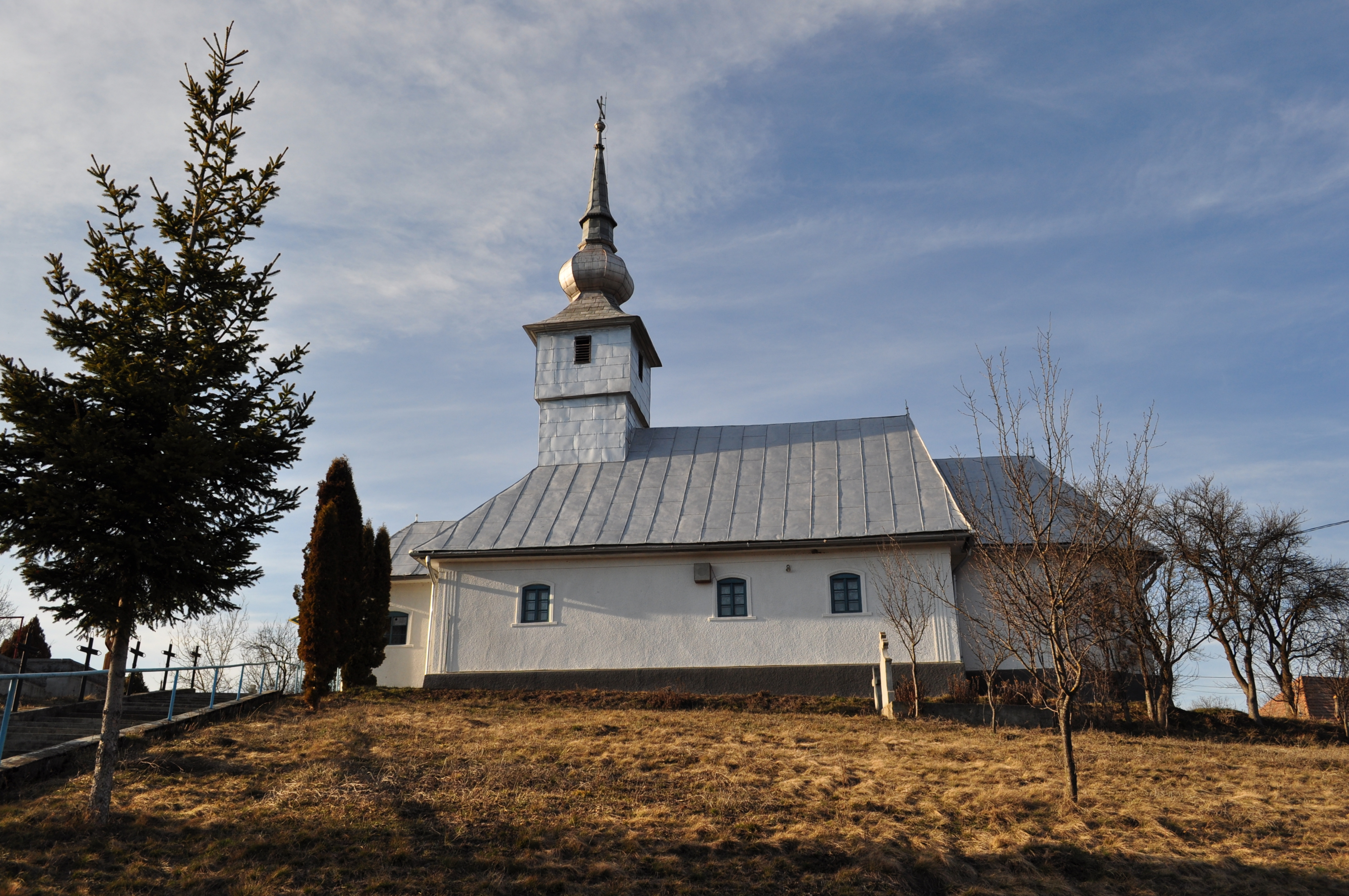
Biserica de lemn „Adormirea Maicii Domnului” din Filea de Jos, comuna Ciurila, județul Cluj, foto: martie 2013.

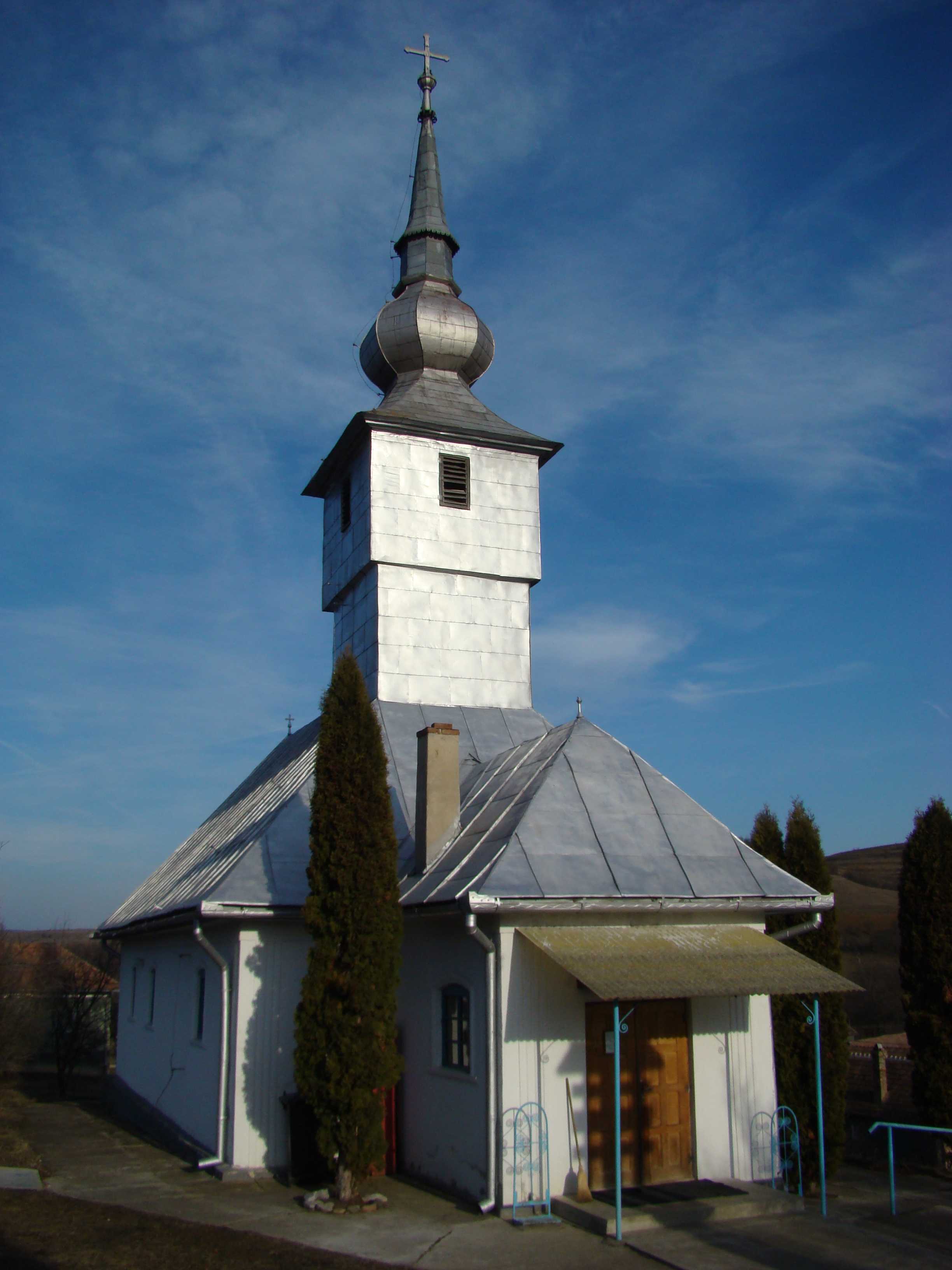
Biserica (vest)

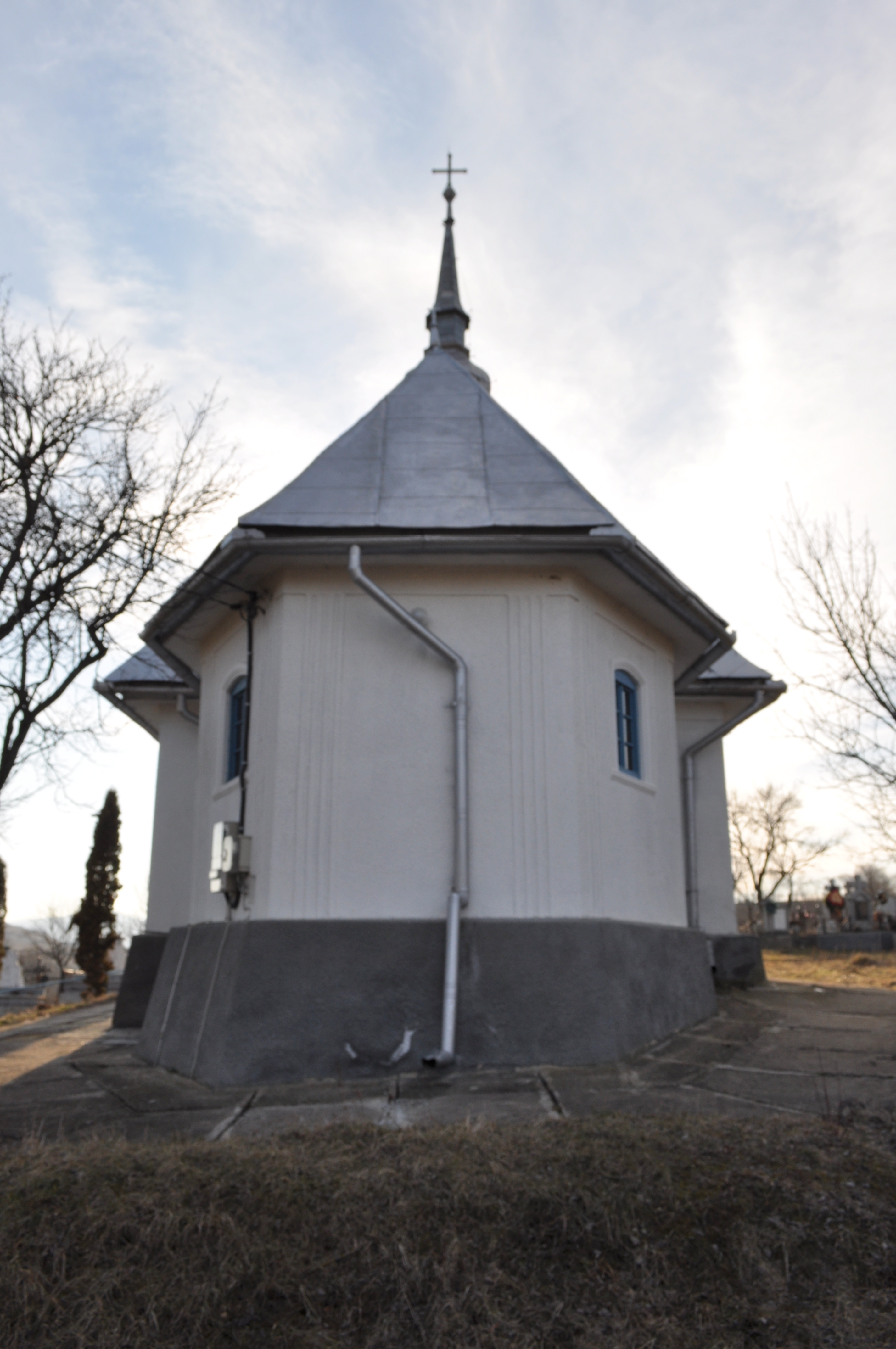
Biserica (est)

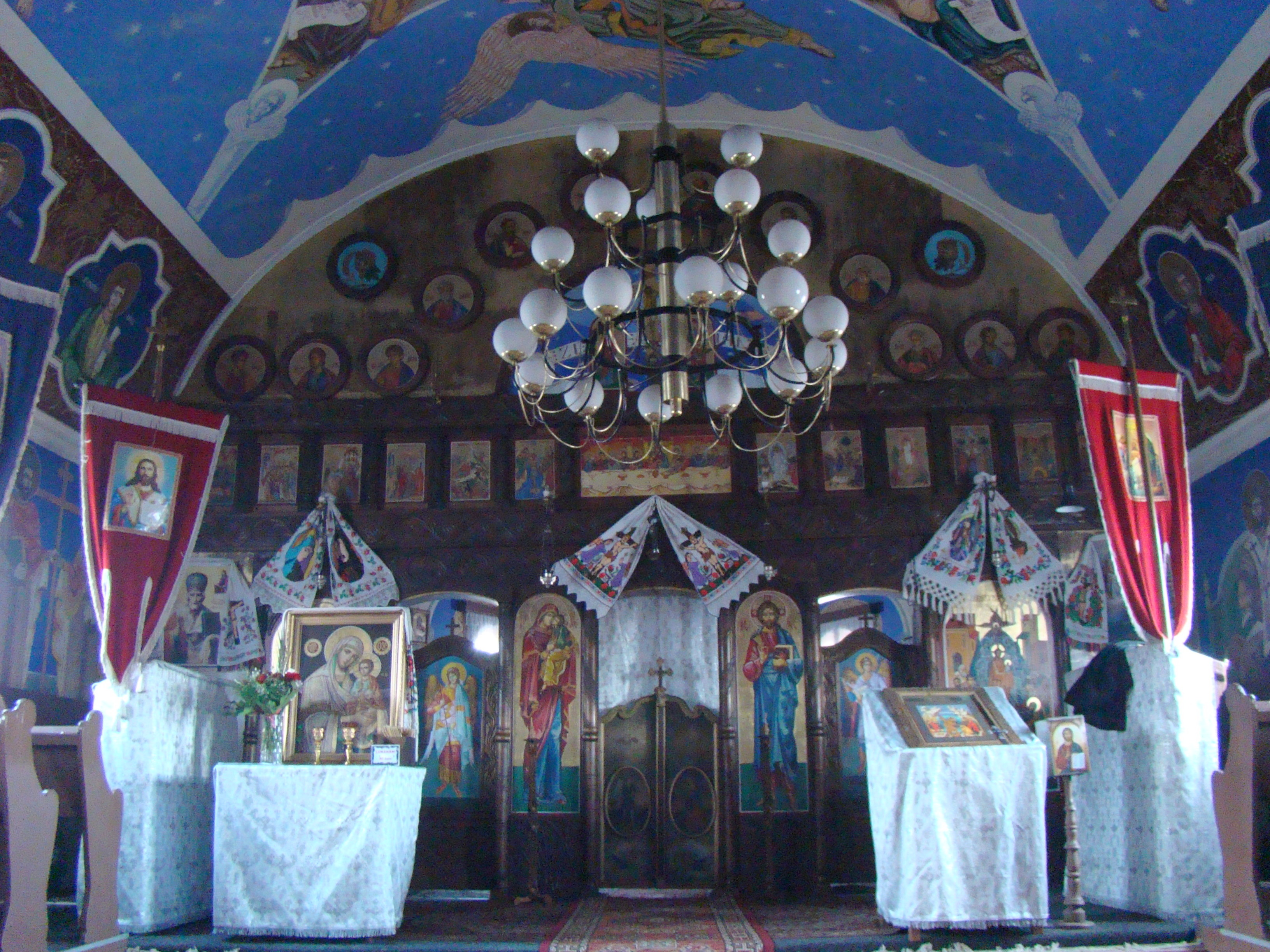
Nava spre iconostas

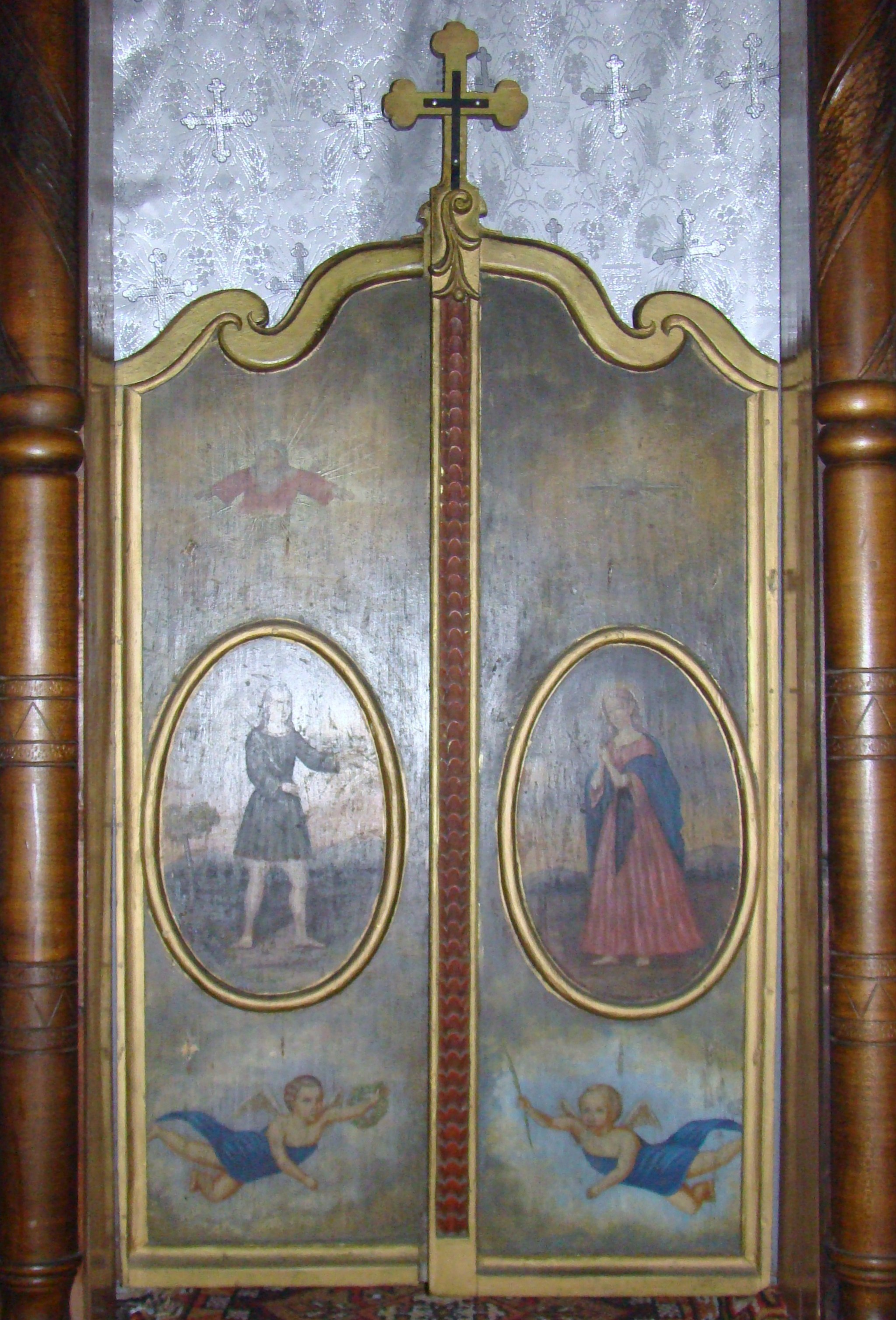
Ușile împărătești: Buna Vestire

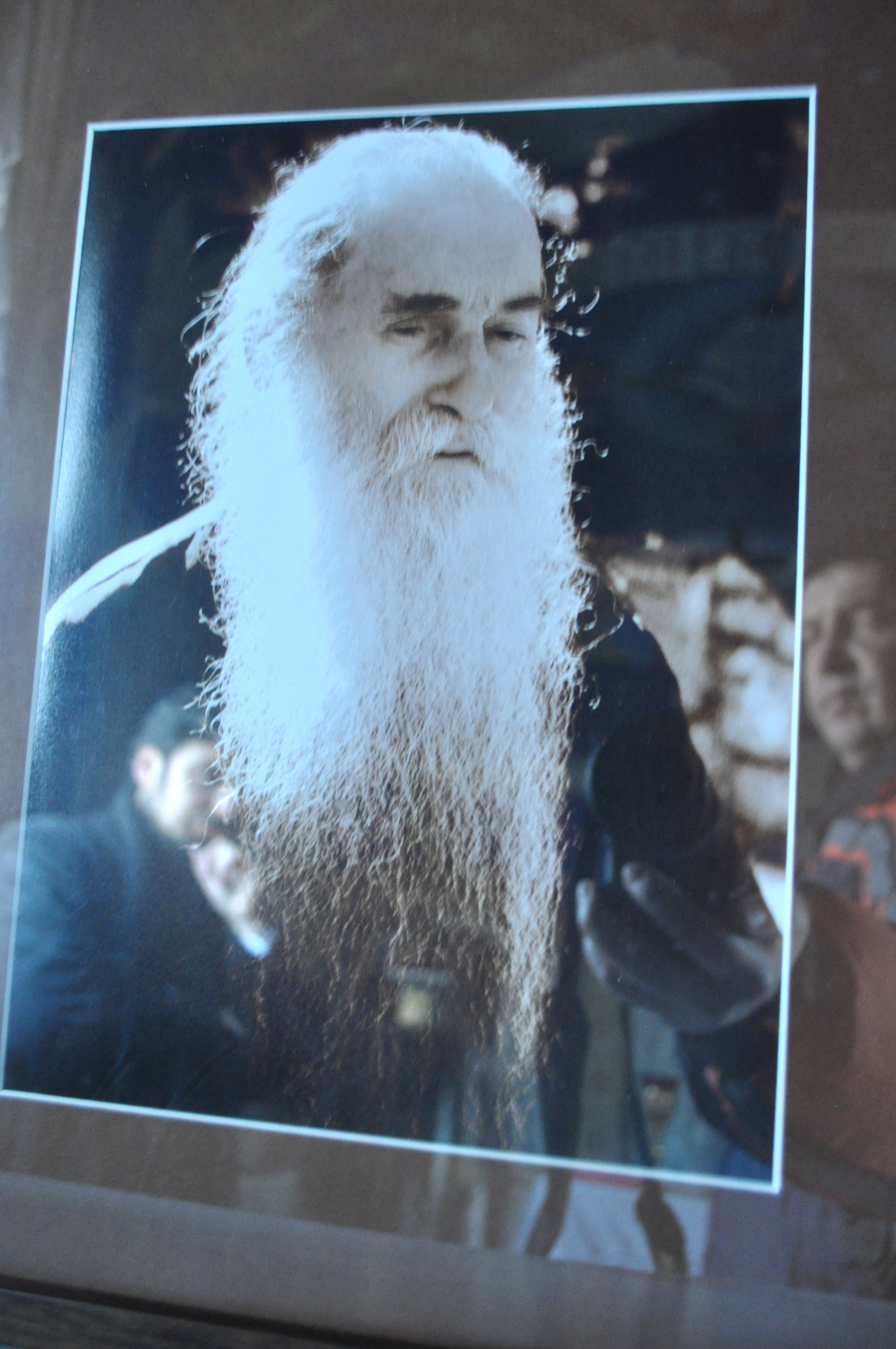
Părintele Arsenie Papacioc

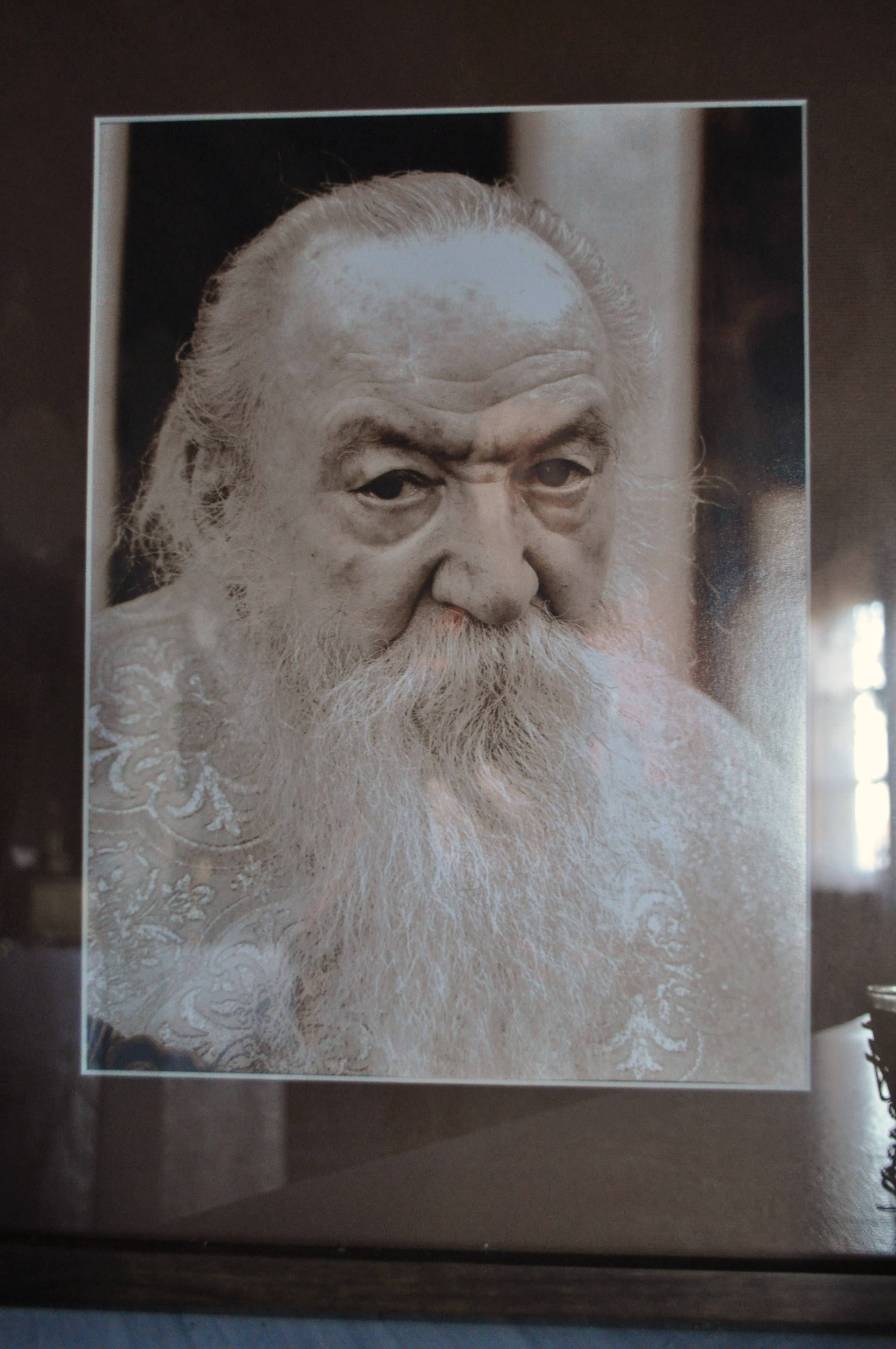
Părintele Adrian Făgețeanu

Biserica de lemn din Filea de Jos, comuna Ciurila, județul Cluj se află în centrul satului, pe o mică colină. A fost construită în anul 1739.

## Istoric
Localitatea Filea de Jos este situată la o distanță de 27 km de Cluj, pe direcția Făget-Sălicea-Ciurila. Numele satului Filea de Jos provine din cuvântul maghiar Alsöfüle care înseamnă „Urechea de Jos”, iar prima datare apare într-un document din anul 1450. Forma actuală a numelui apare scrisă în anul 1854, după ce în decursul timpului o avem consemnată sub diferite forme ale limbii maghiare sau germane. 
Parohia Ortodoxă din Filea de Jos este o parohie veche, transformată din secolul al XVIII-lea în parohie greco-catolică și revenită în 1948 la Biserica Ortodoxă. În statistica generalului Adolf von Buccow din anul 1762, satul Filea de Jos avea doi preoți, unul ortodox, iar altul unit și sunt menționate 31 de familii neunite, adică ortodoxe, ceea ce demonstrează că satul a trecut treptat la greco-catolicism. Parohia unită a avut pentru o perioadă de timp ca și filie satul învecinat Filea de Sus. Actualmente parohia este compusă din 140 de credincioși, cu o medie de vârstă ridicată și natalitate scăzută, deși în a doua jumătate a secolului XX număra aproximativ 900 de persoane.

## Trăsături
Biserica parohială, cu hramul „Adormirea Maicii Domnului”, se află în mijlocul satului pe coama unui deal și a fost ridicată în anul 1739 de meșteri ardeleni prin contribuția credincioșilor și a fost refăcută în anul 1864 de meșteri localnici. Este construită din lemn și are formă de navă, cu o lungime de 21 m. Pronaosul este despărțit de naos printr-un perete, la fel și altarul de naos, pe acesta din urmă fiind aplicat iconostasul, în trei registre, în anul 2004, atunci când a fost efectuată și ultima pictură. Din patrimoniul originar au mai rămas doar ușile împărătești. 
Biserica a fost acoperită inițial cu șindrilă, dar prin contribuția credincioșilor, între anii 1956-1958 a fost acoperită cu tablă. În anul 1968 s-a construit un pridvor de cărămidă, cu acoperiș din tablă, fiind introdus și curentul electric. De atunci s-au mai realizat câteva reparații, subzidiri, s-a construit gardul care împrejmuiește terenul pe care se află biserica, podețul și treptele drumului spre biserică, dar și o magazie de lemn. Casa parohială a fost construită în anul 1974, înlocuind-o pe cea veche, adăugându-i-se ulterior un corp de magazii de cărămidă și fiind renovată recent.
Parohia are două cimitire, unul la marginea satului, iar celălalt în curtea bisericii.

## Preoți slujitori
Documentele vremii amintesc numele mai multor slujitori ai altarului bisericii din Filea de Jos: pr. Popa Simion la anul 1733, pr. Alexandru Bariț între anii 1833-1870, pr. Ioan Găbudean între 1870-1901. În anul 1948 pr. Cornel Teotelecan revine cu aproape tot satul la Biserica Ortodoxă. Îi urmează pr. Vasile Chelemen, iar în noaptea de Înviere a anului 1965 vine ca și preot paroh vrednicul de pomenire arhimandrit Arsenie Papacioc, după ce a ieșit din închisorile comuniste. Acesta slujește timp de doi ani în parohia Filea de Jos și filia Filea de Sus, ducând o intensă activitate pe plan duhovnicesc, prin spovedanii, cuvinte de învățătură și discuții îndelungi cu credincioșii, dar mai ales cu tinerii. În anul 1967 se reîntoarce la mănăstire și Î.P.S Teofil Herineanu numește un alt ieromonah trecut prin închisorile comuniste, părintele Alexandru Adrian Făgețeanu, care după ce slujește câțiva ani în parohia Filea de Jos, va ajunge duhovnicul mănăstirii Antim și al mănăstirii Lainici. Urmează pr. Petran Alexandru, pr. Tomașciuc Vasile, pr. Herteli Vasile, pr. Avram Ioan și actualul paroh pr. Măluțan Ciprian.

## Imagini din exterior

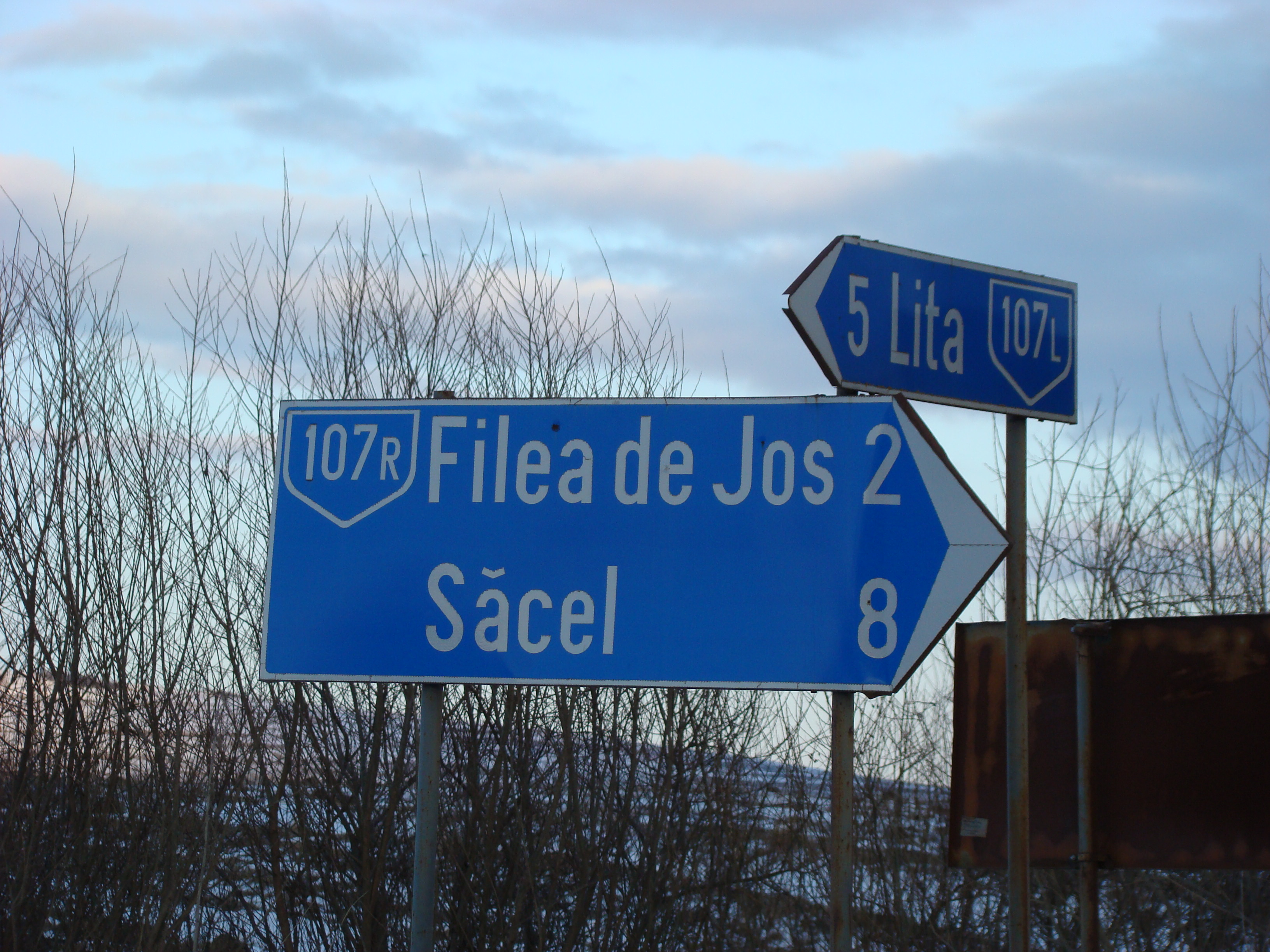
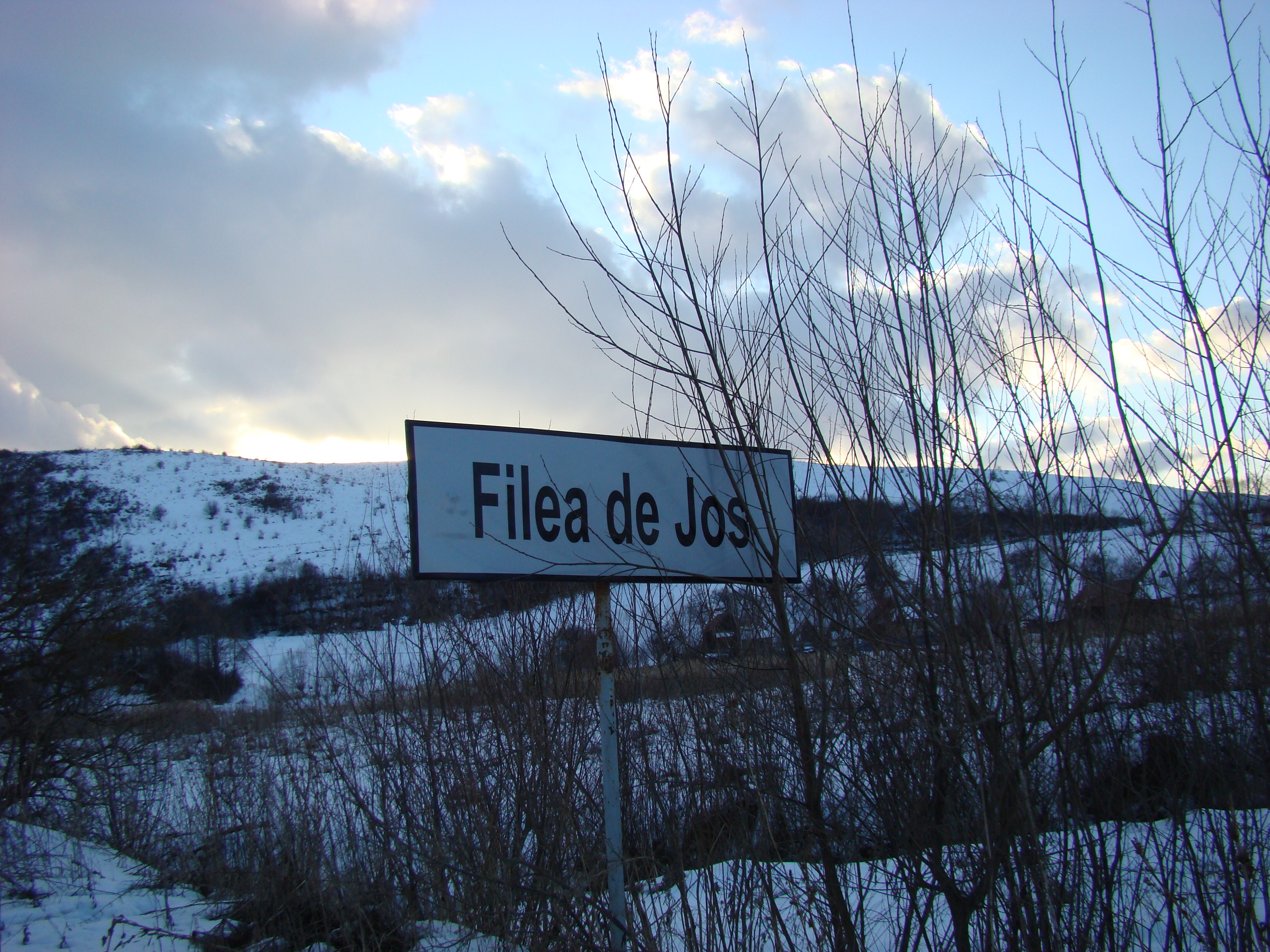
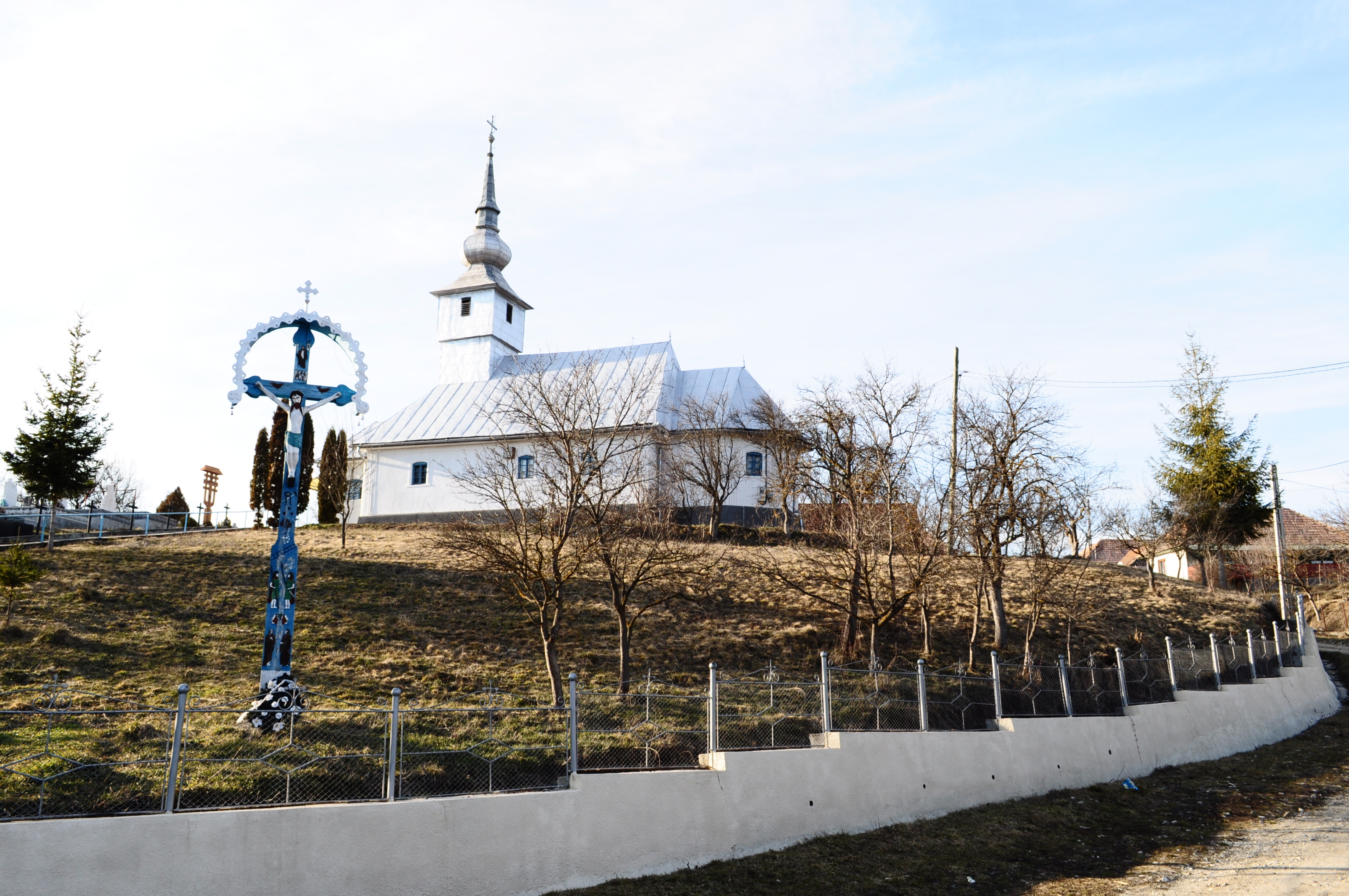
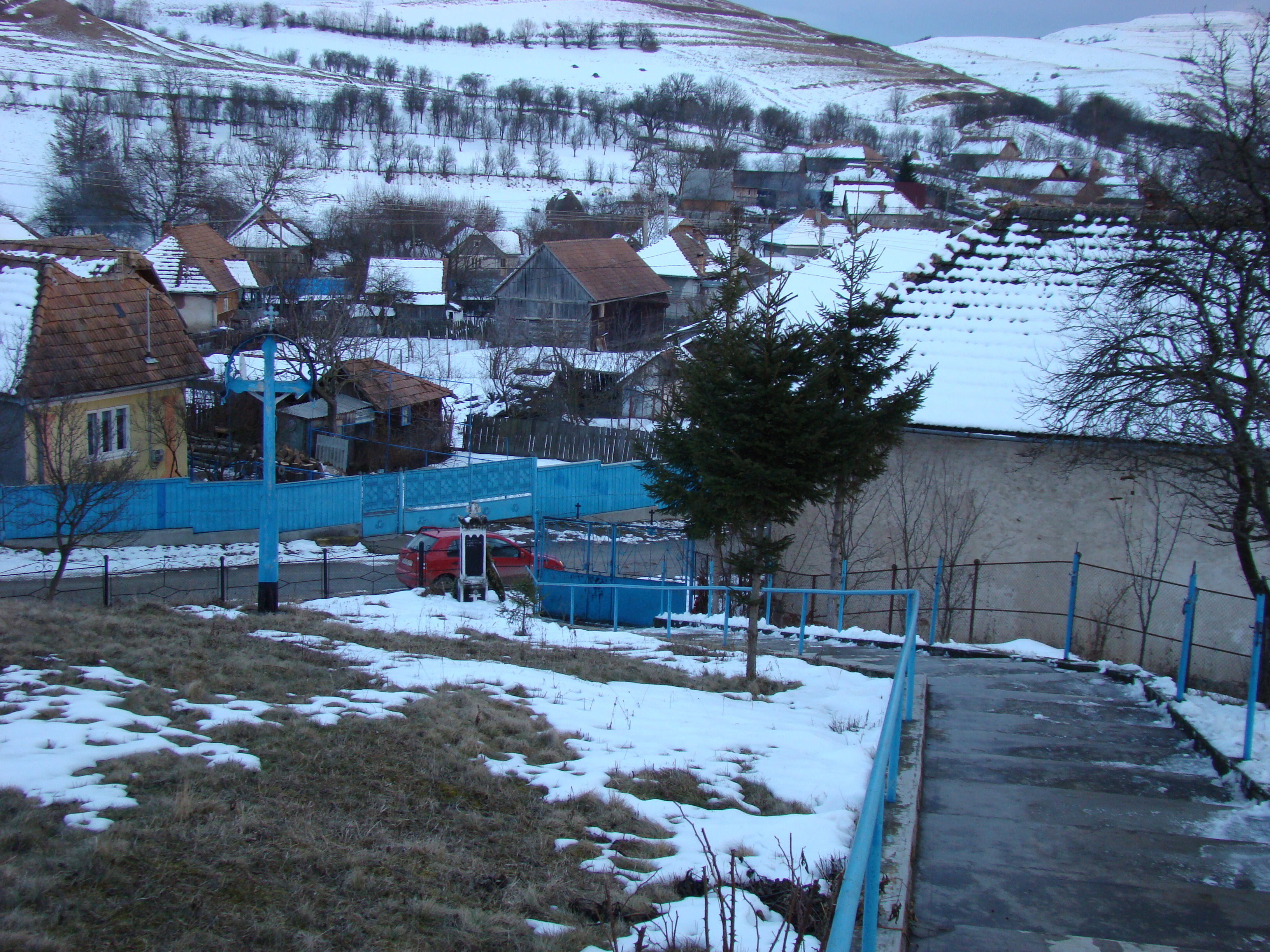
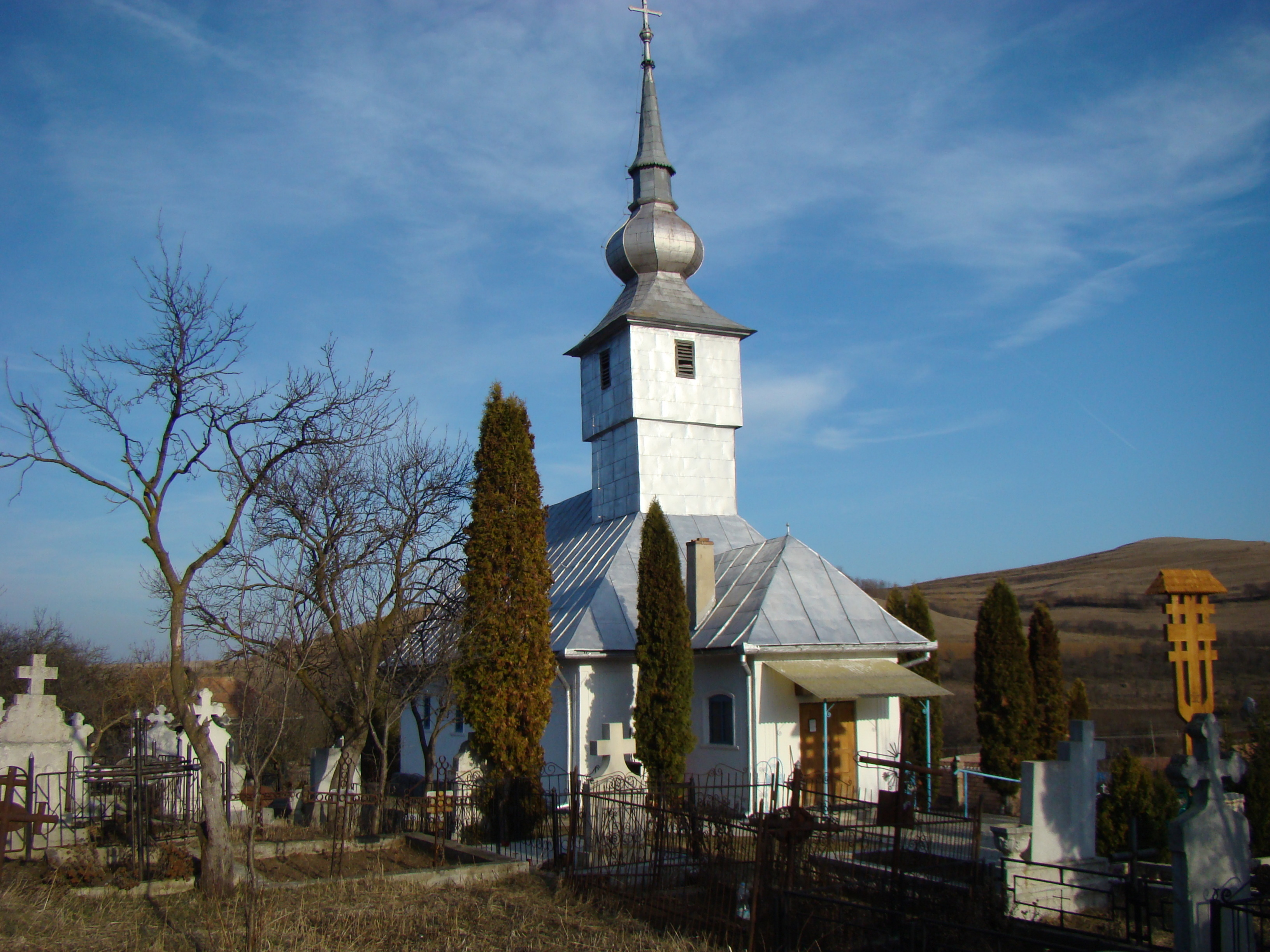
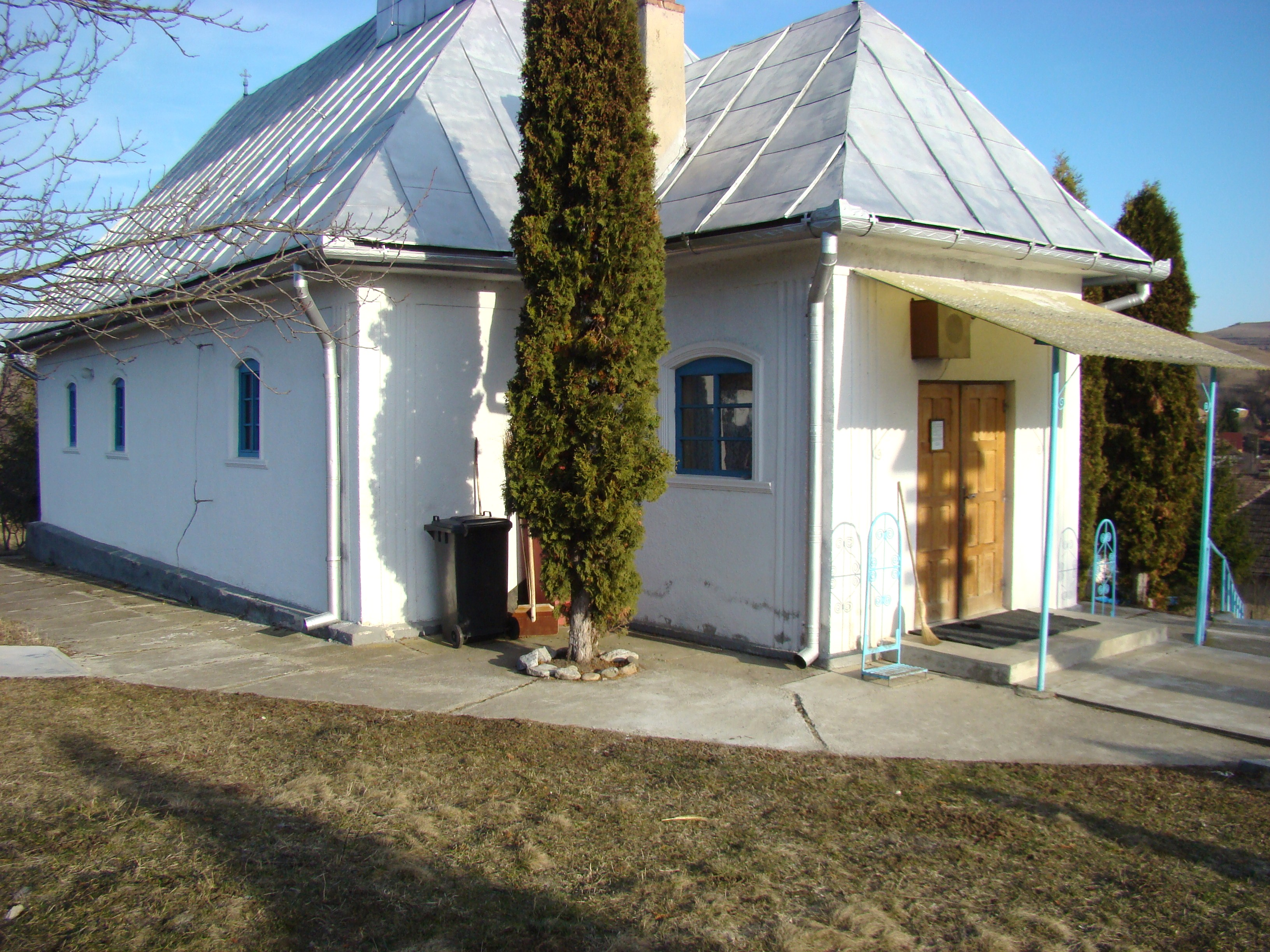
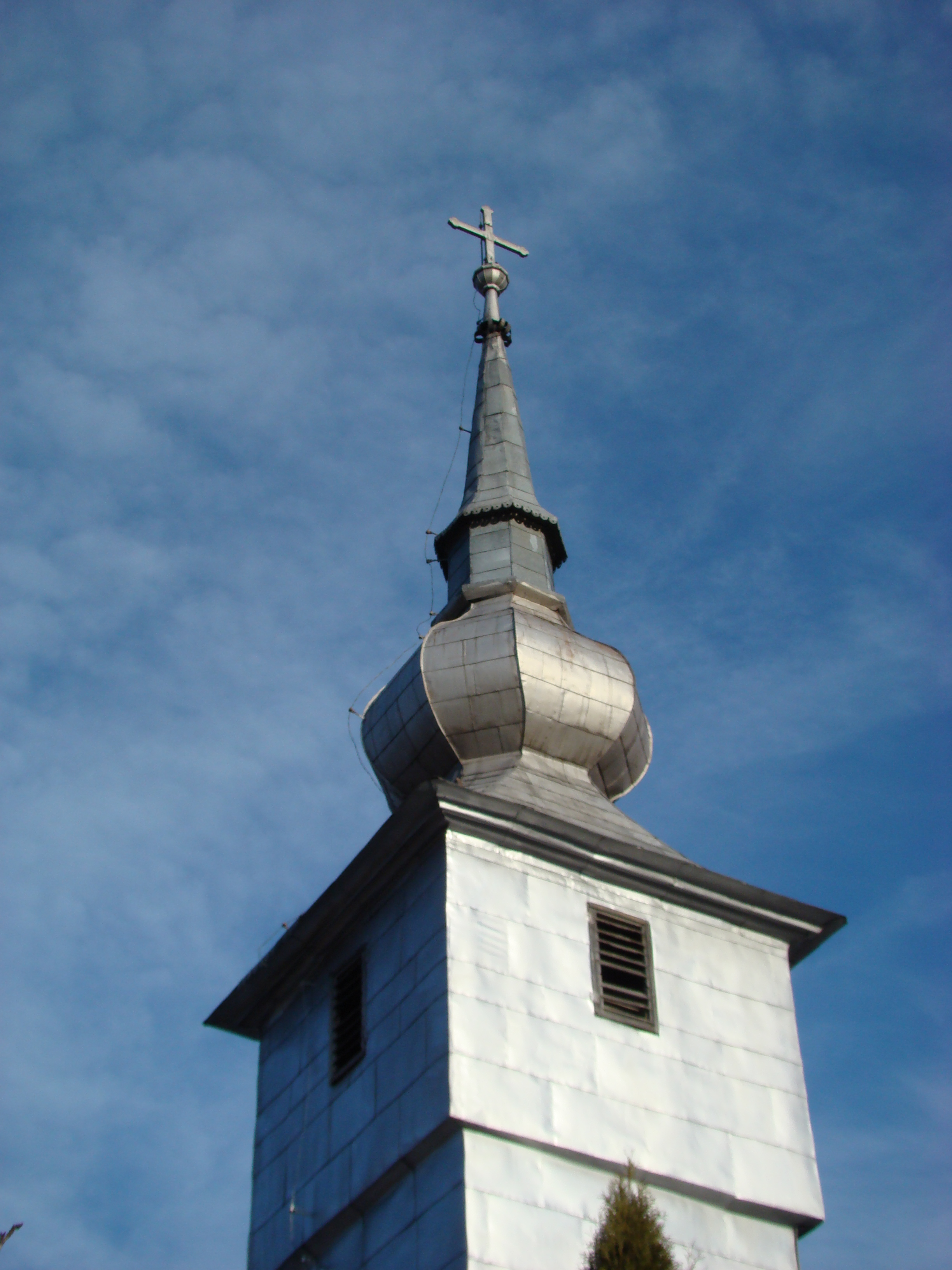
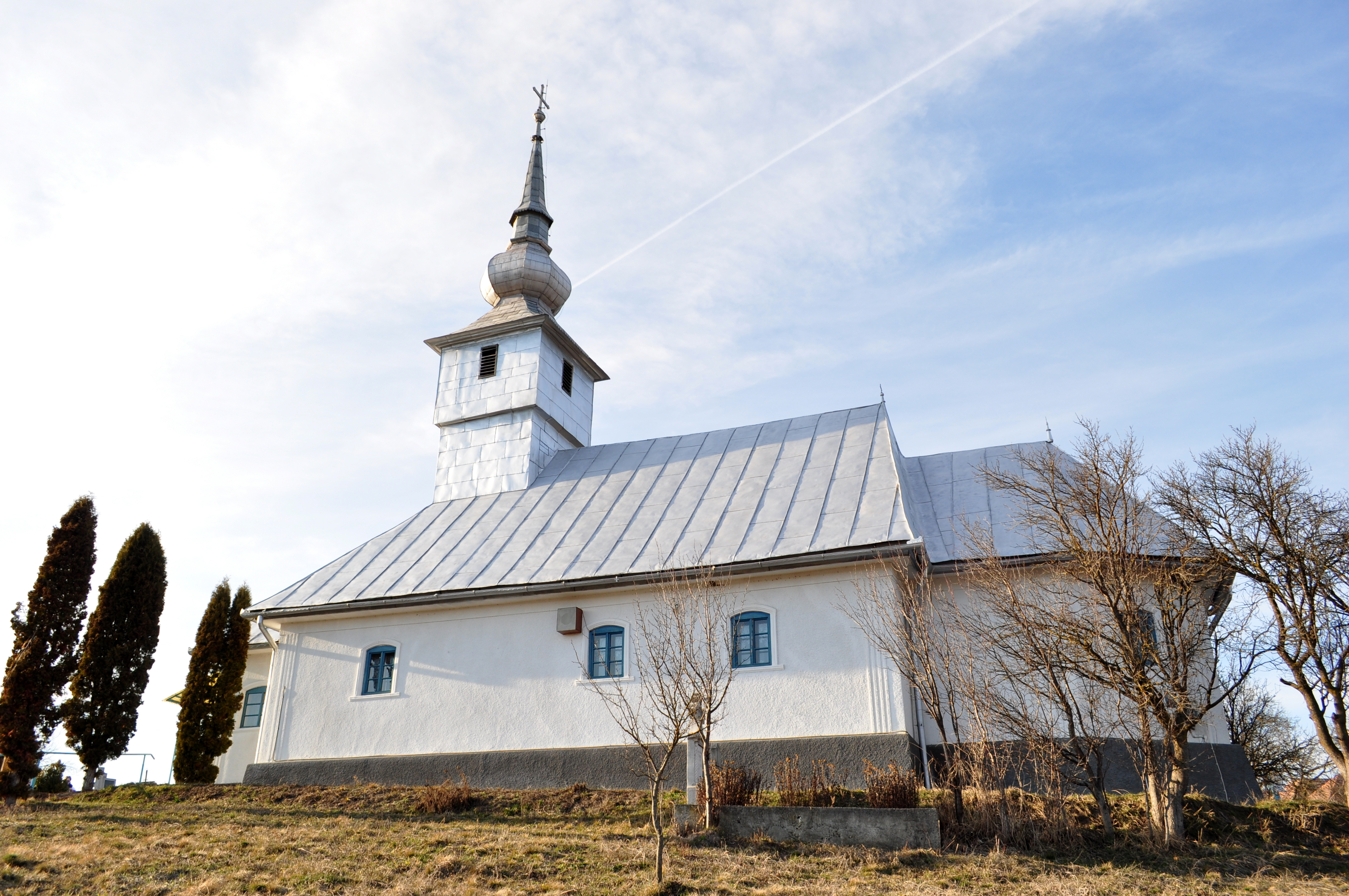
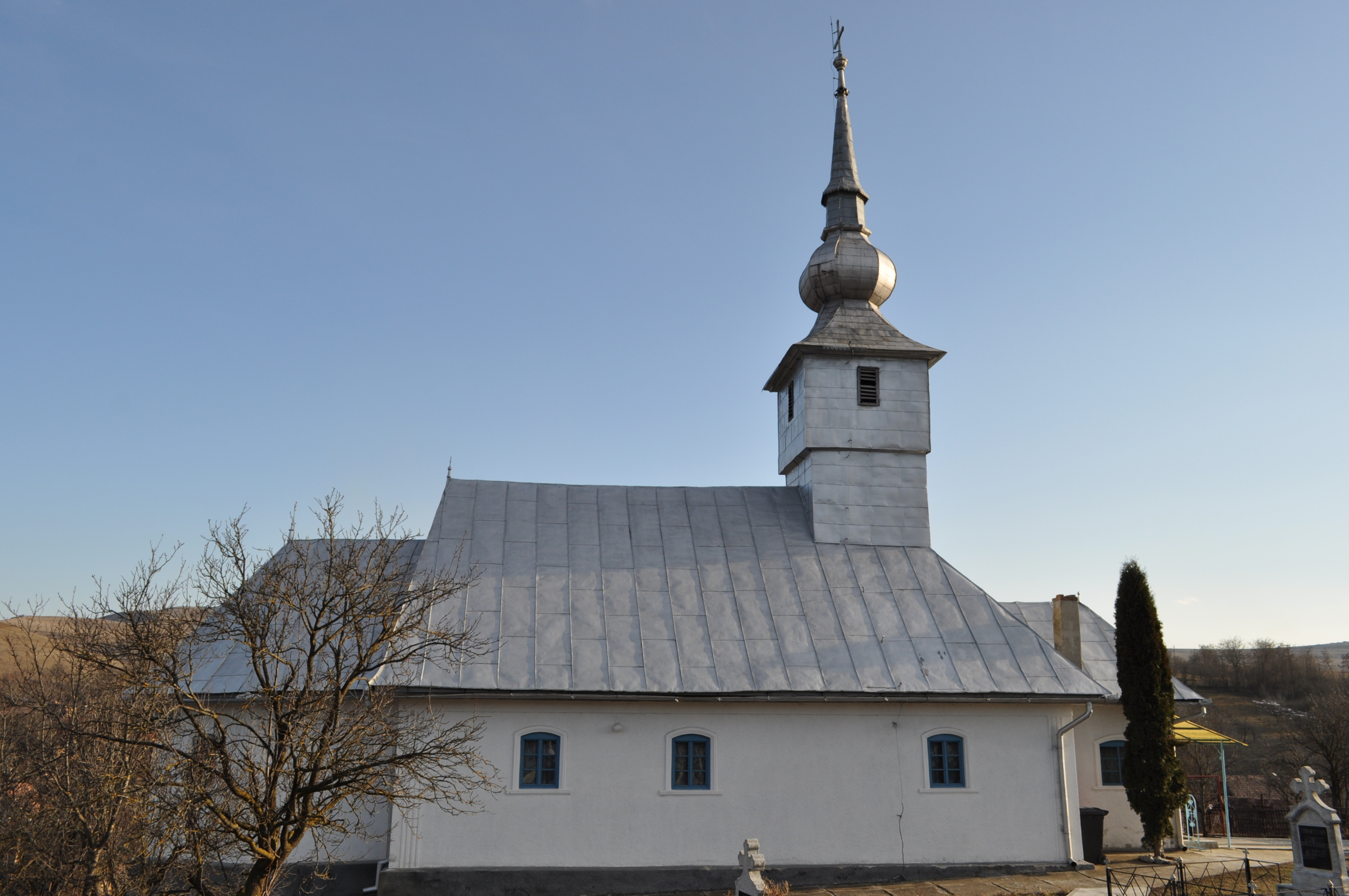
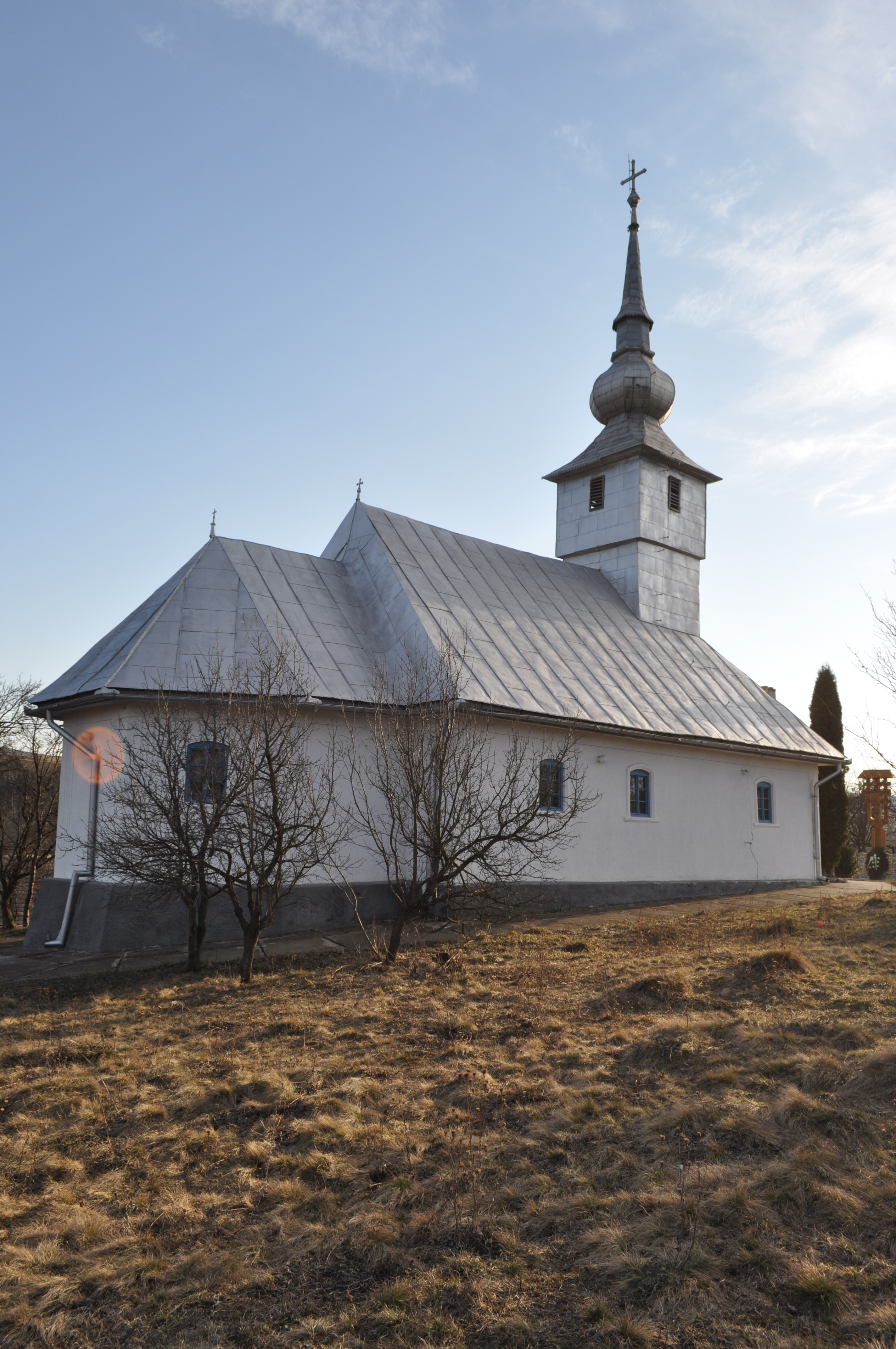
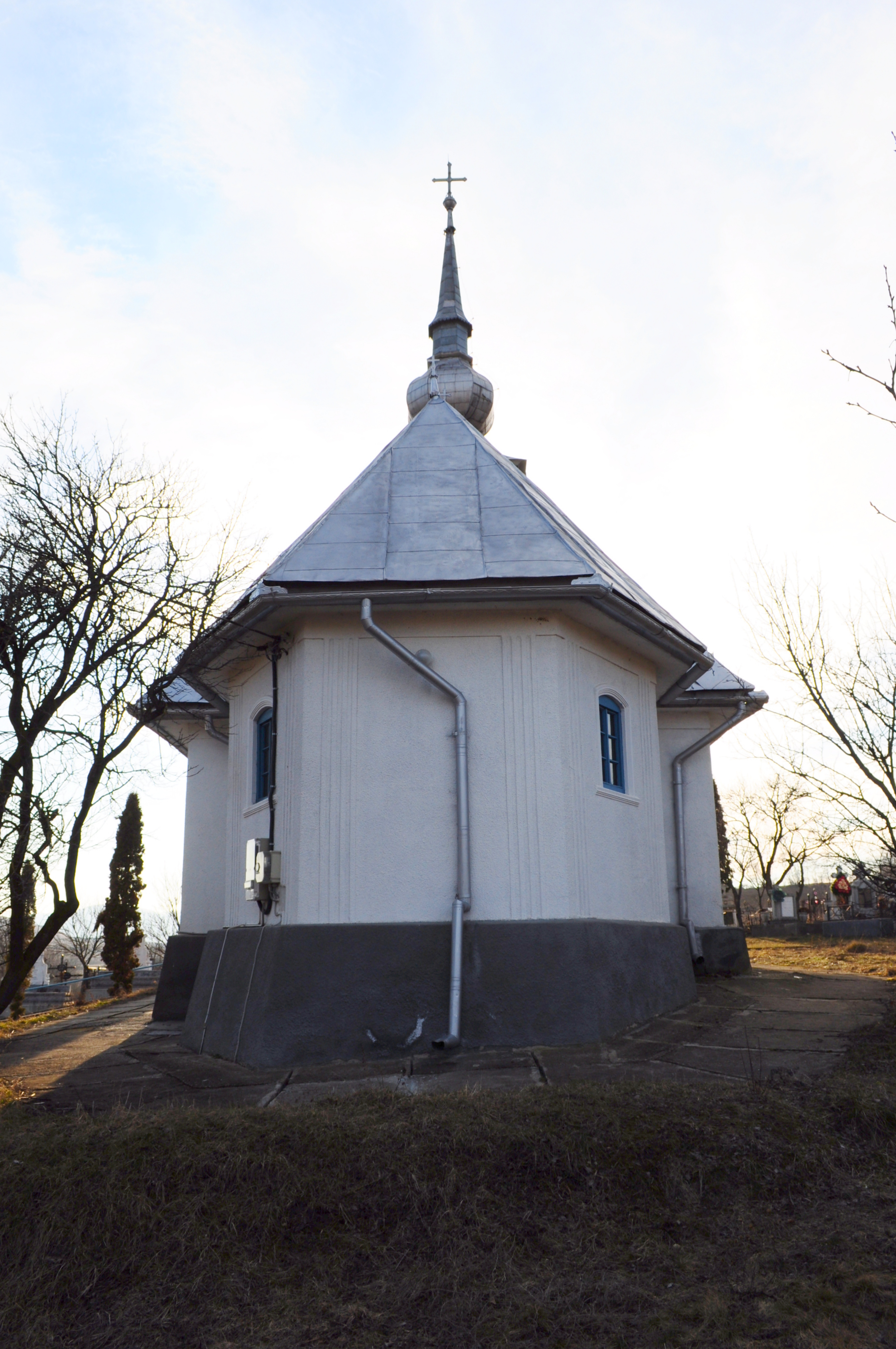
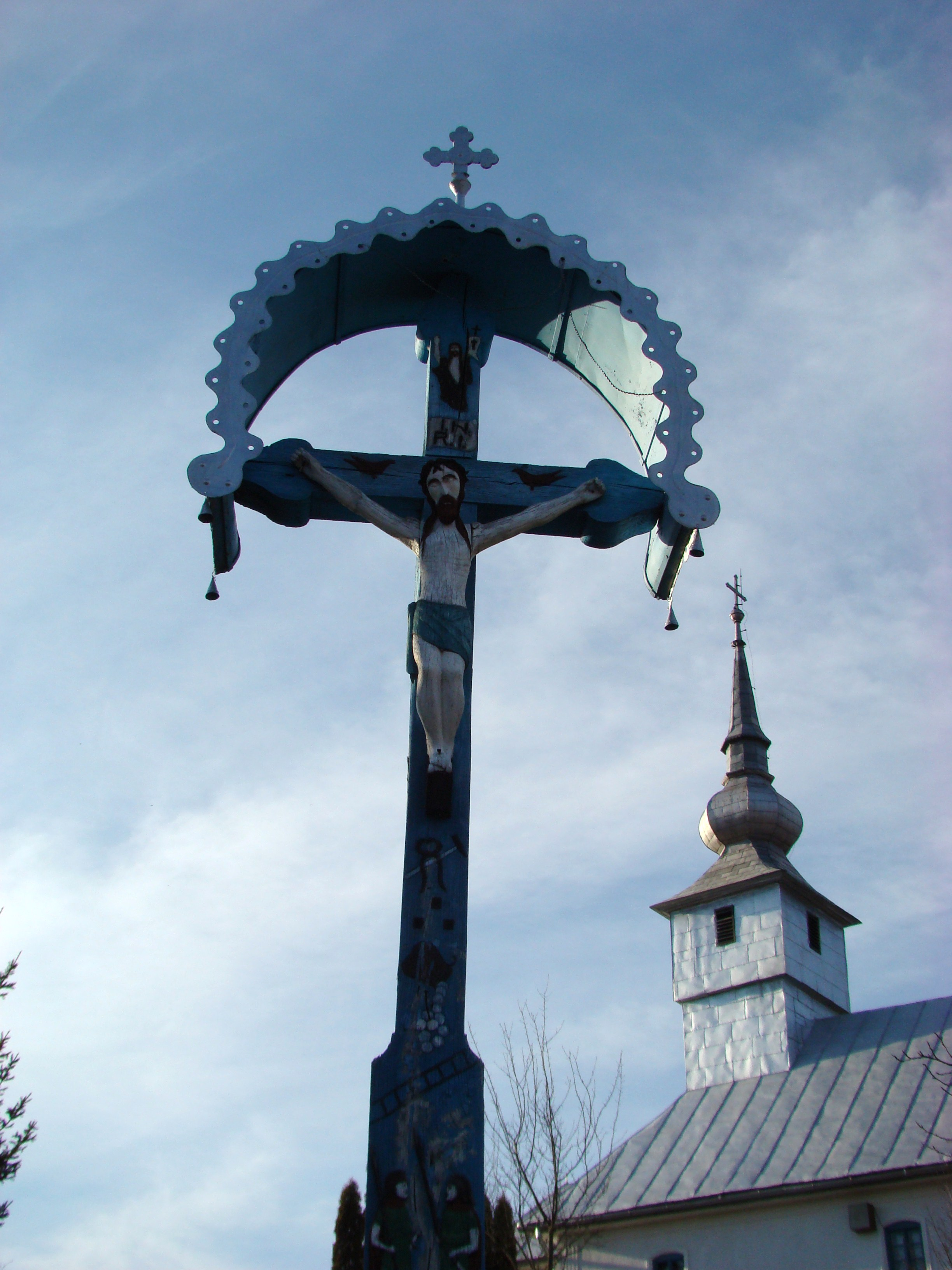
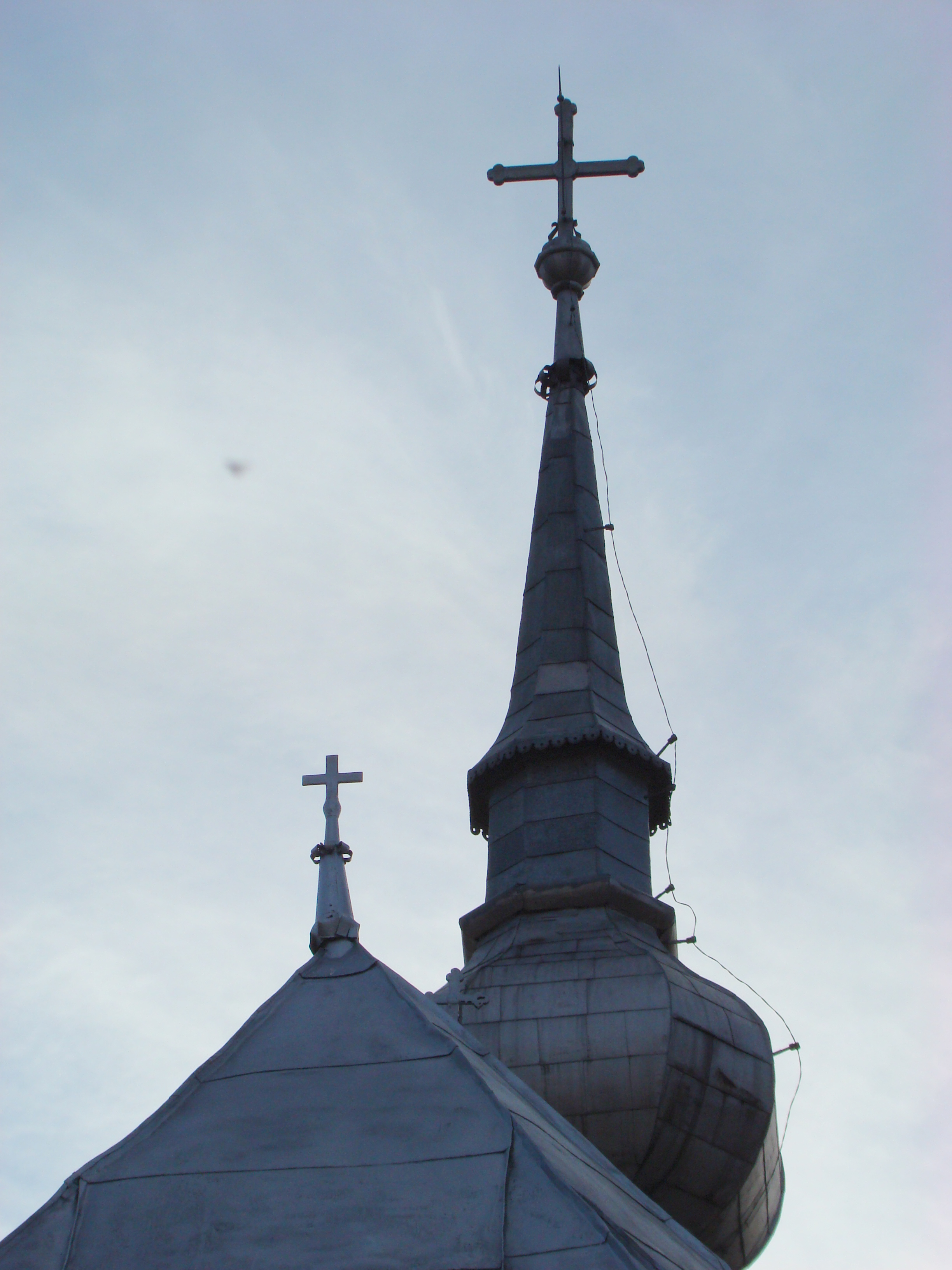
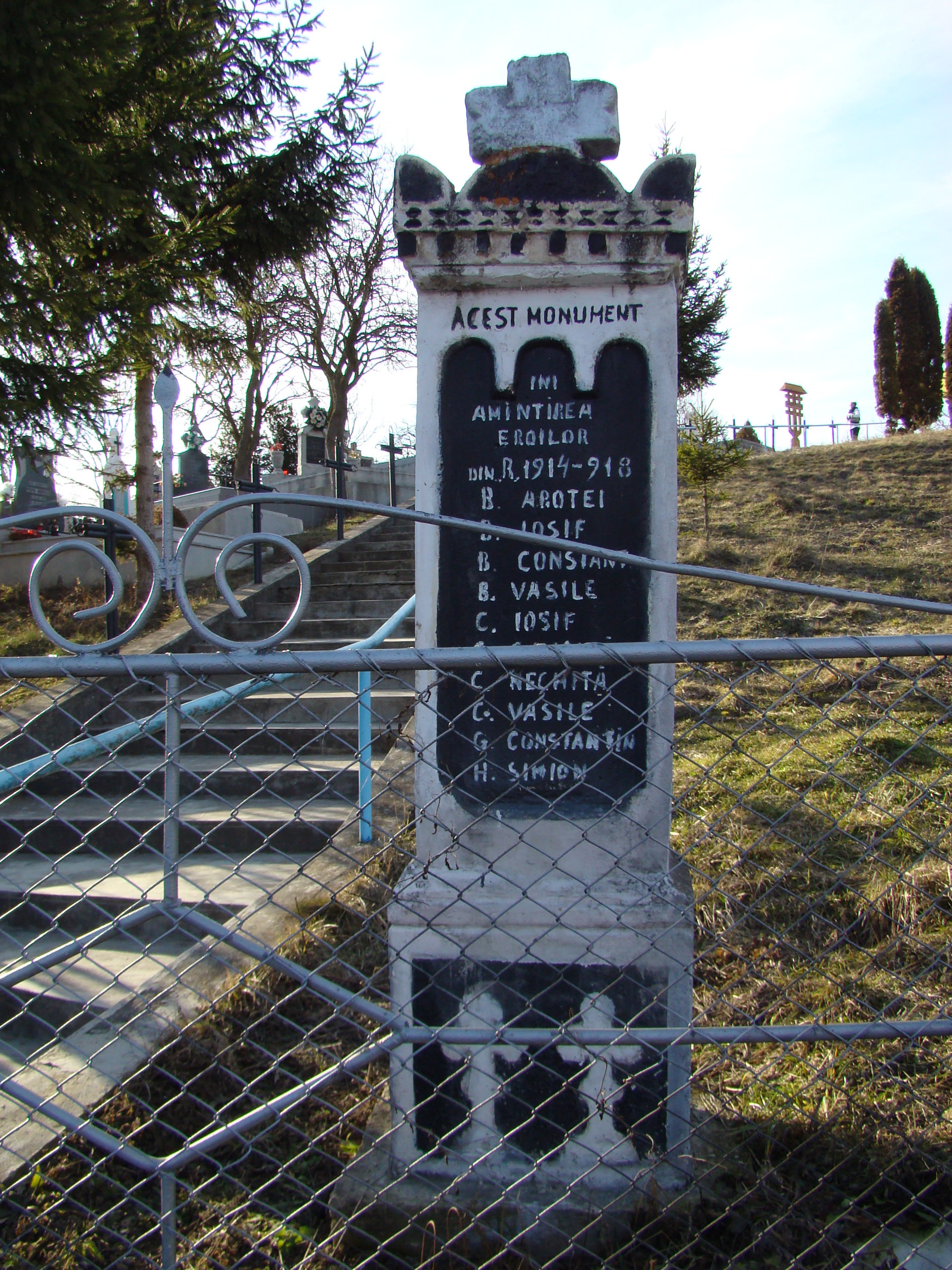
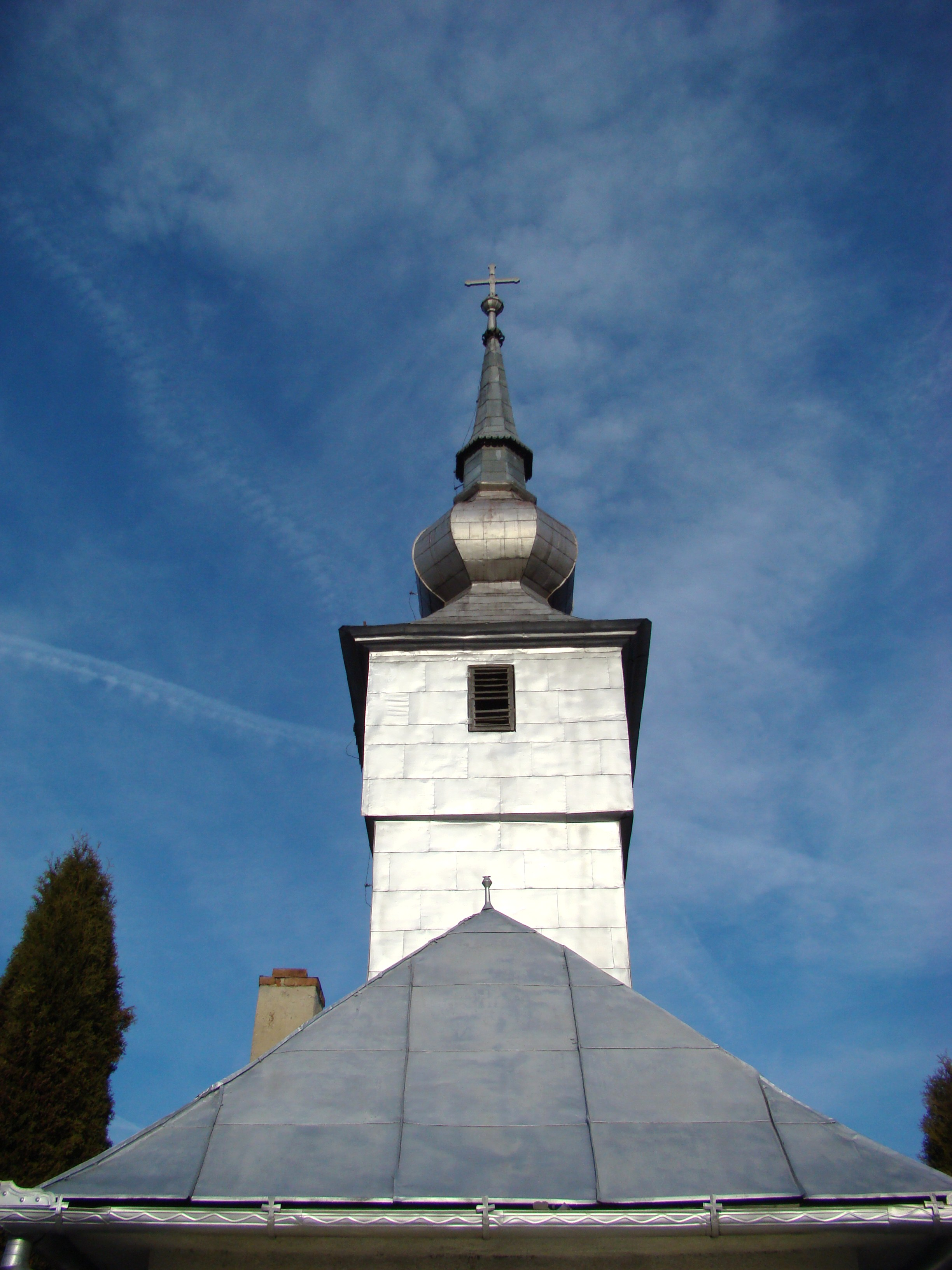
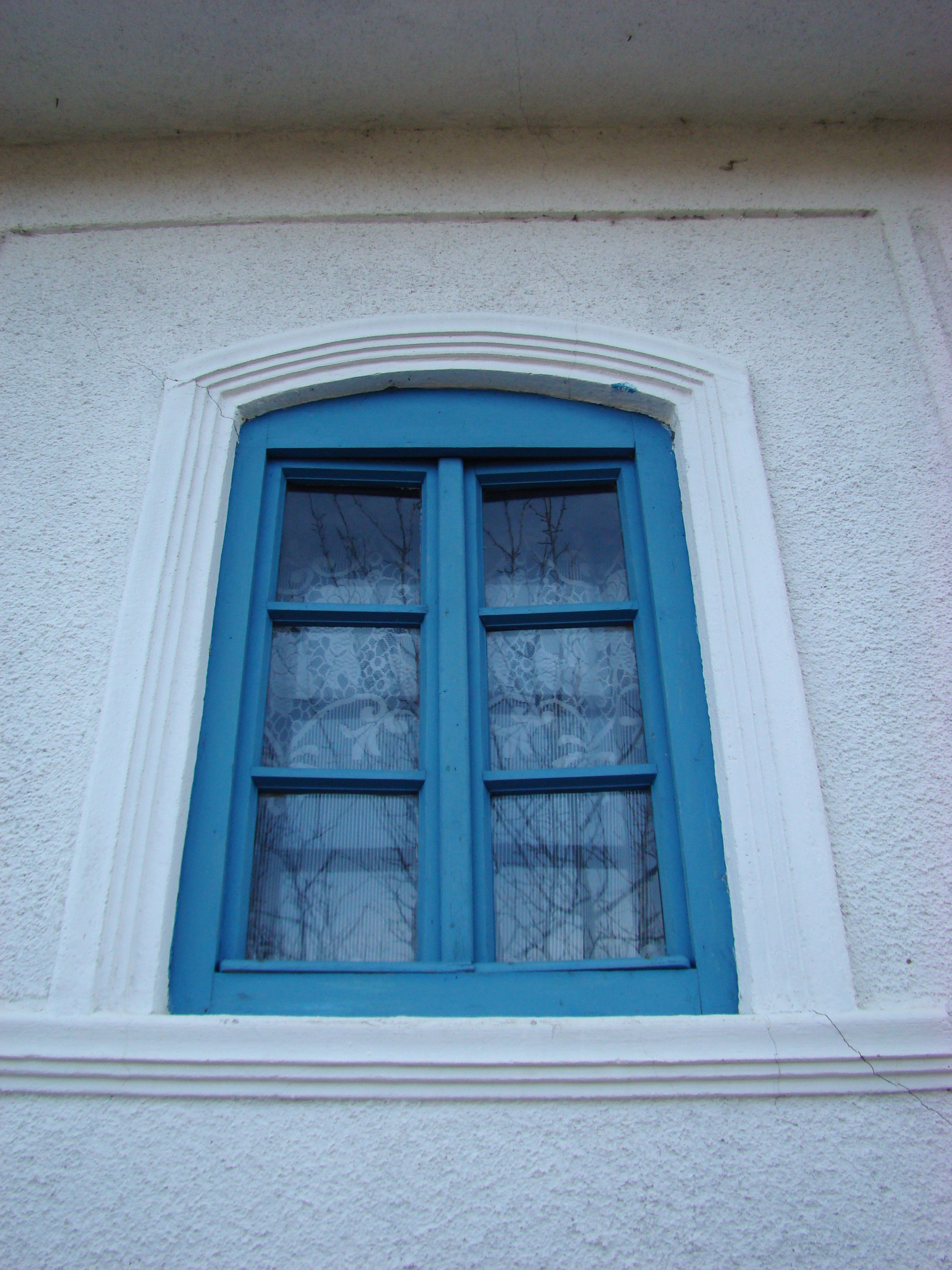
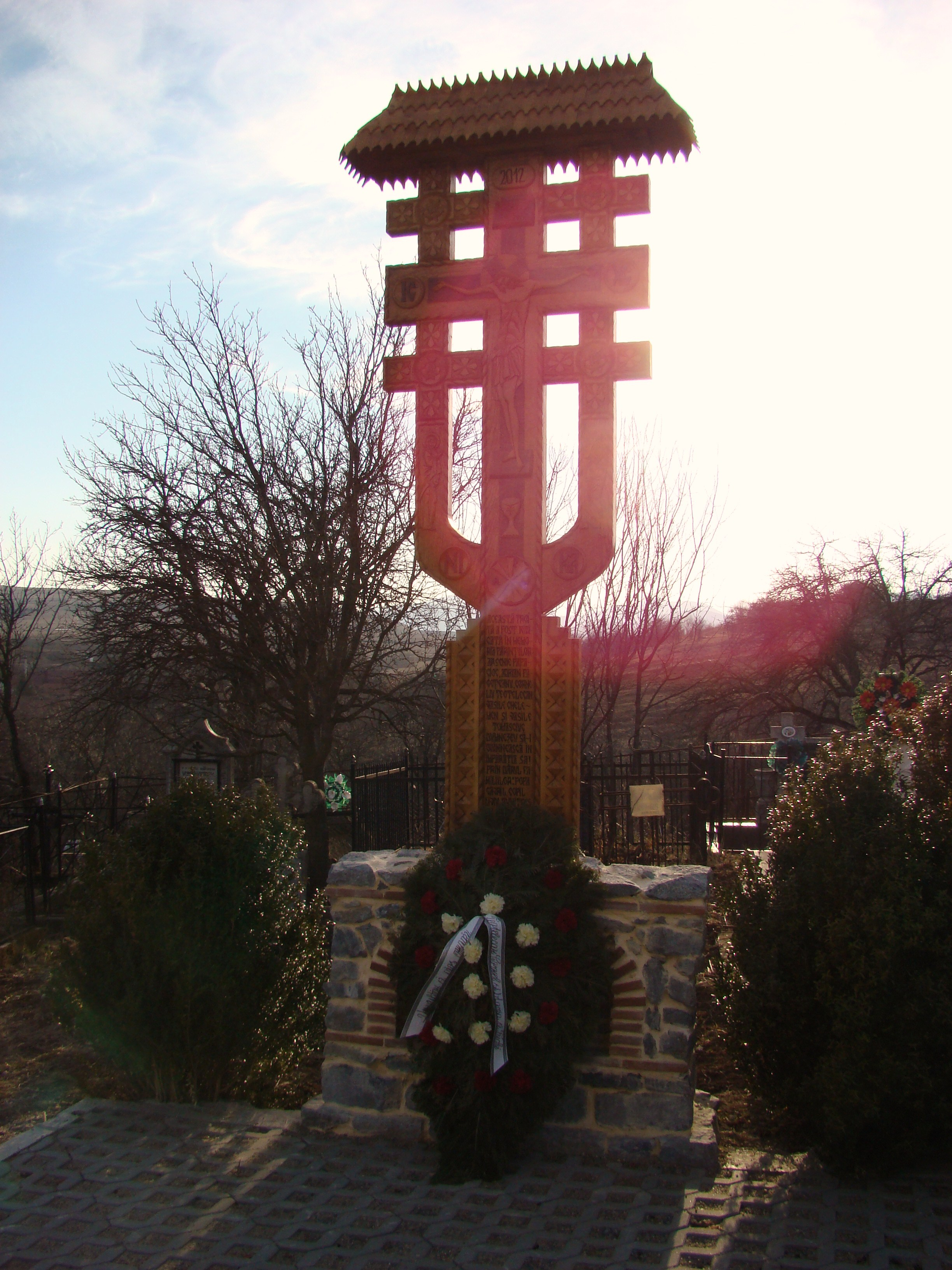
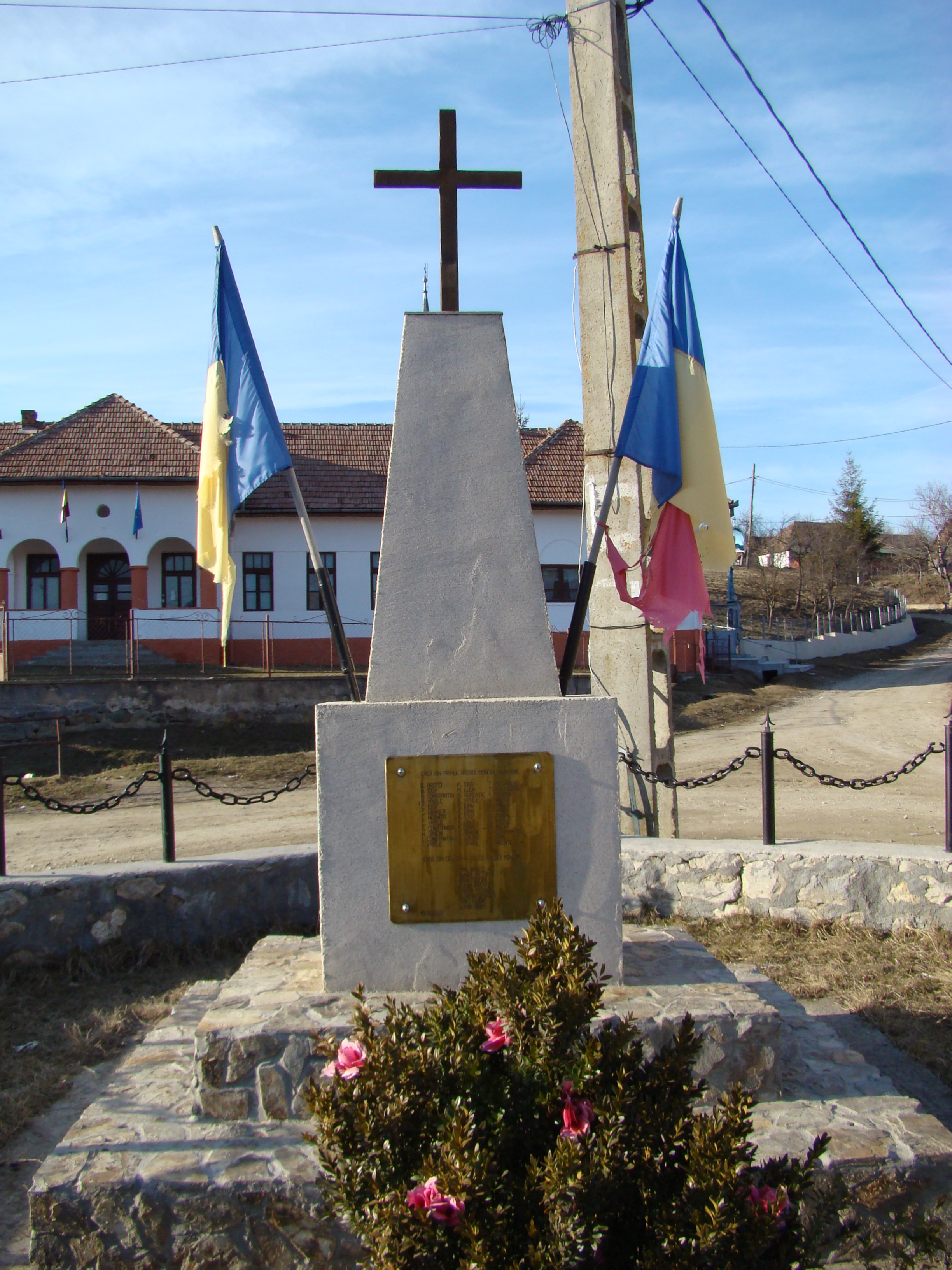
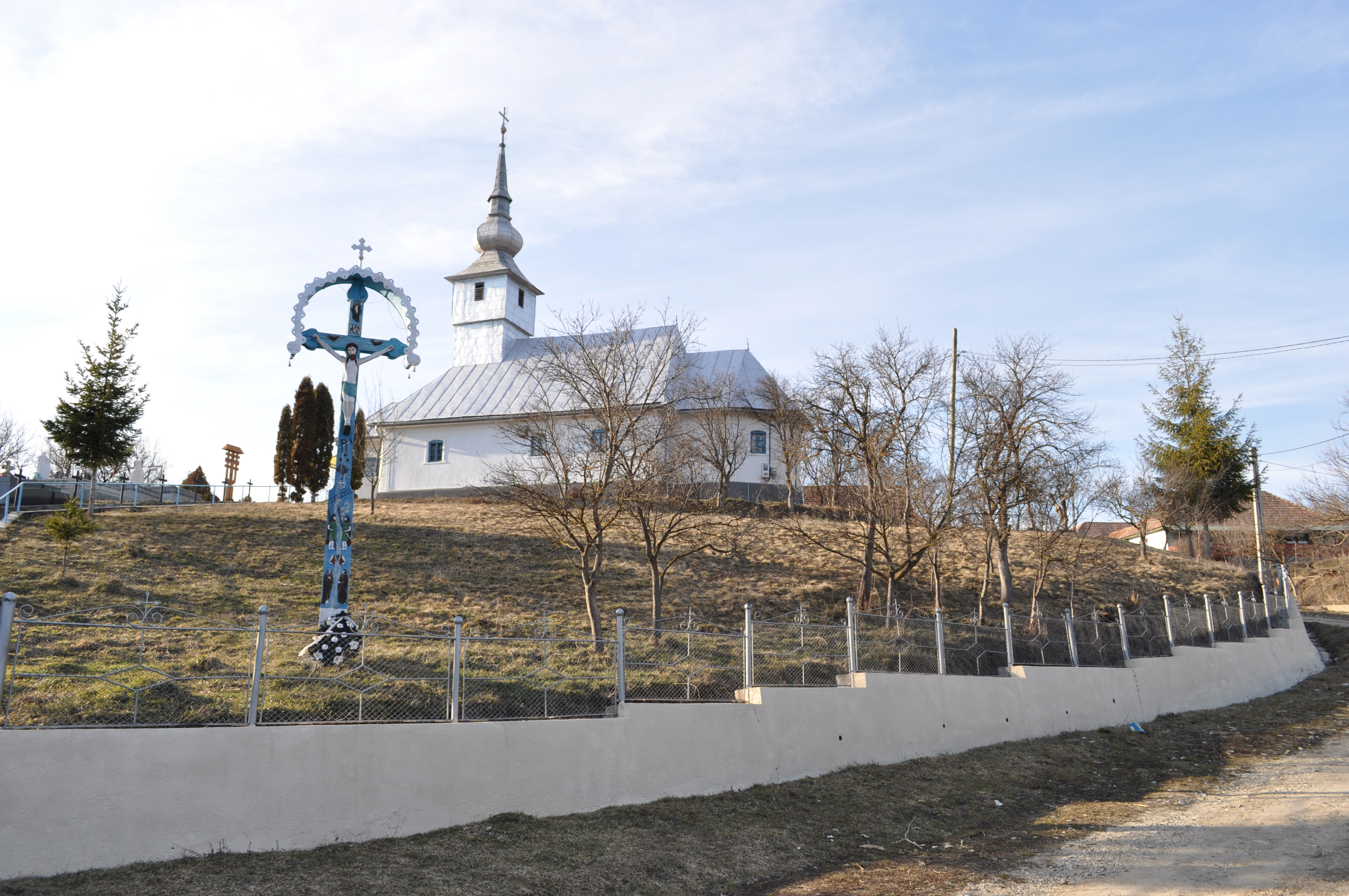

## Imagini din interior

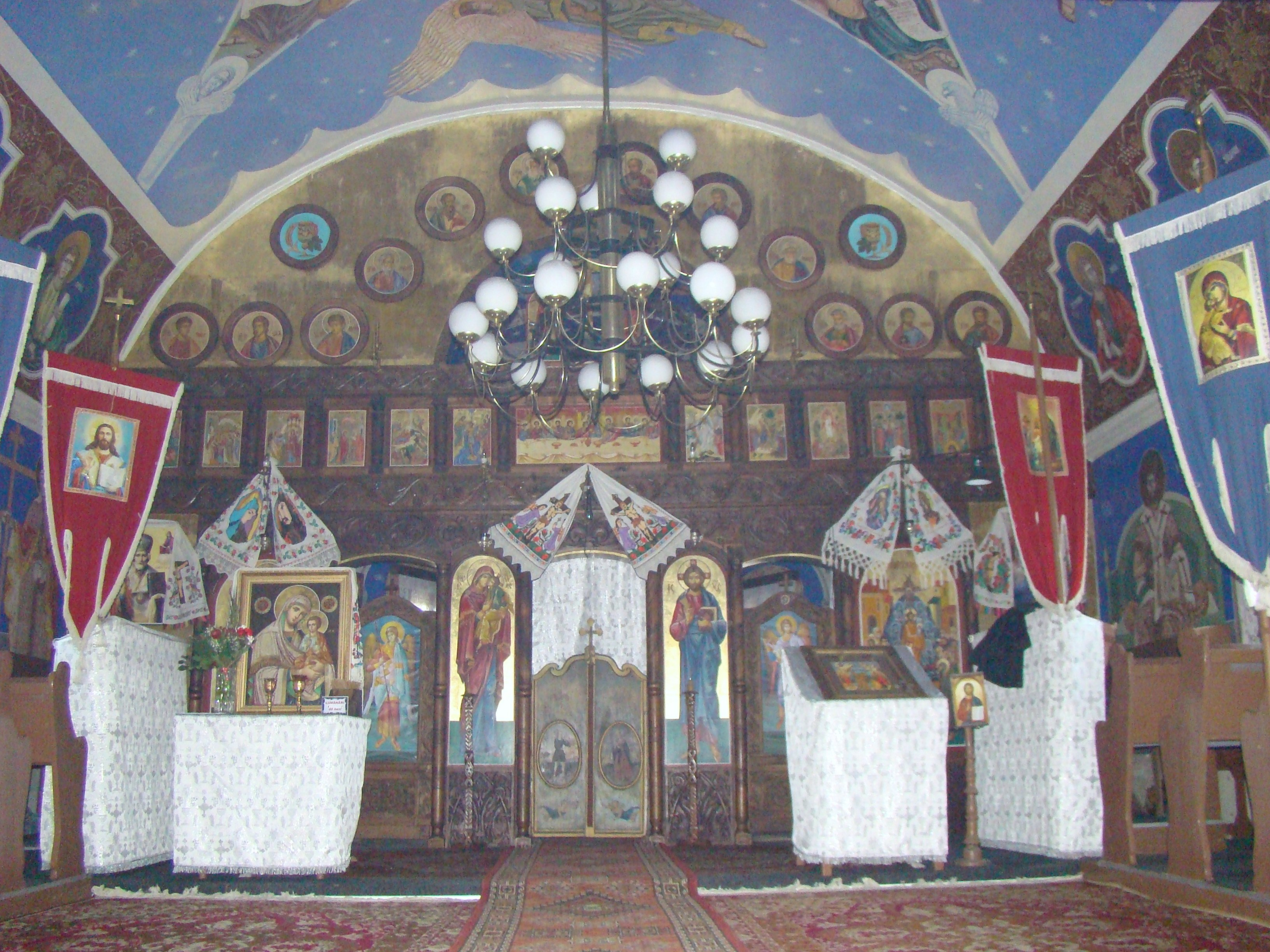
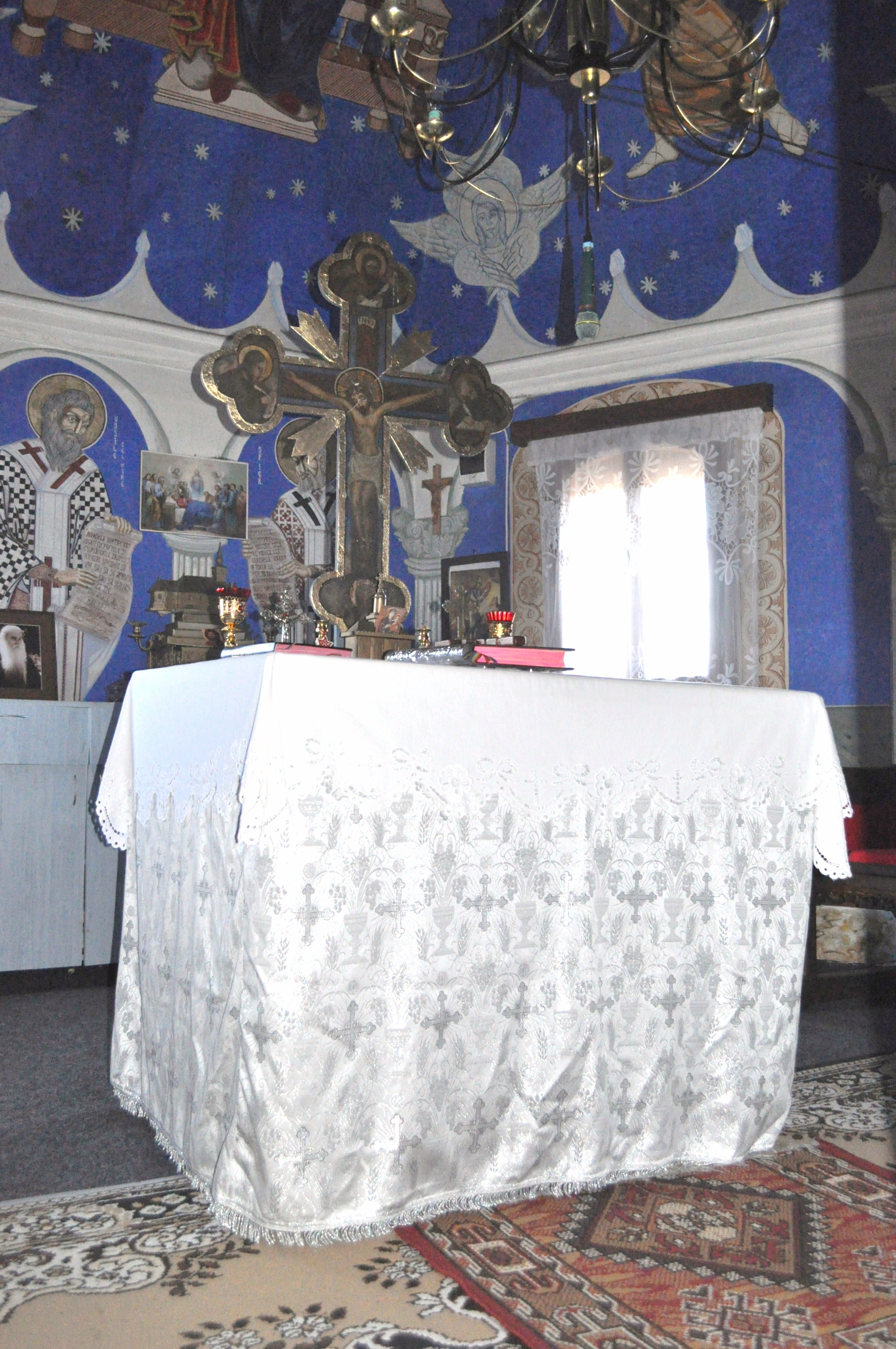
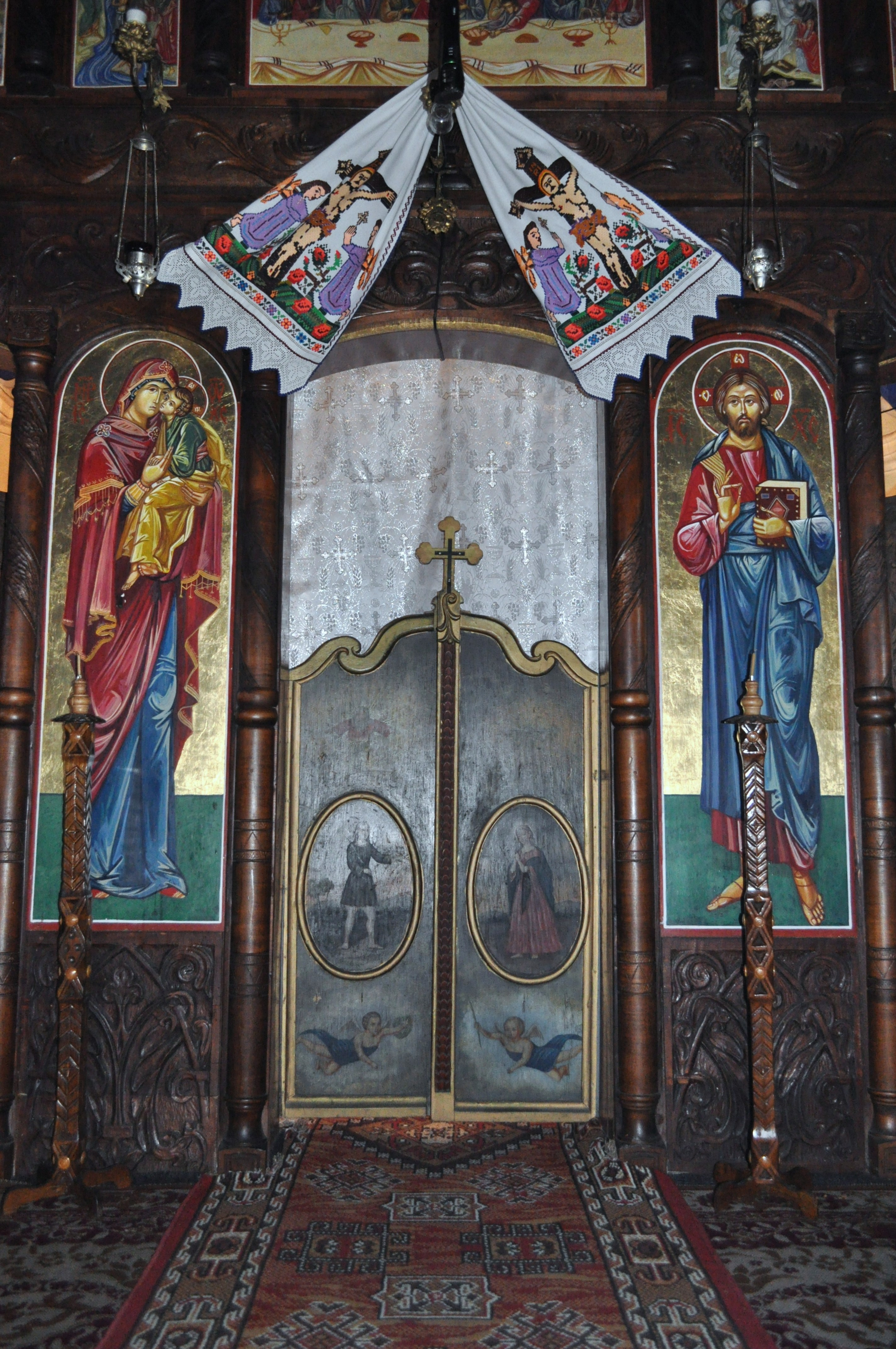
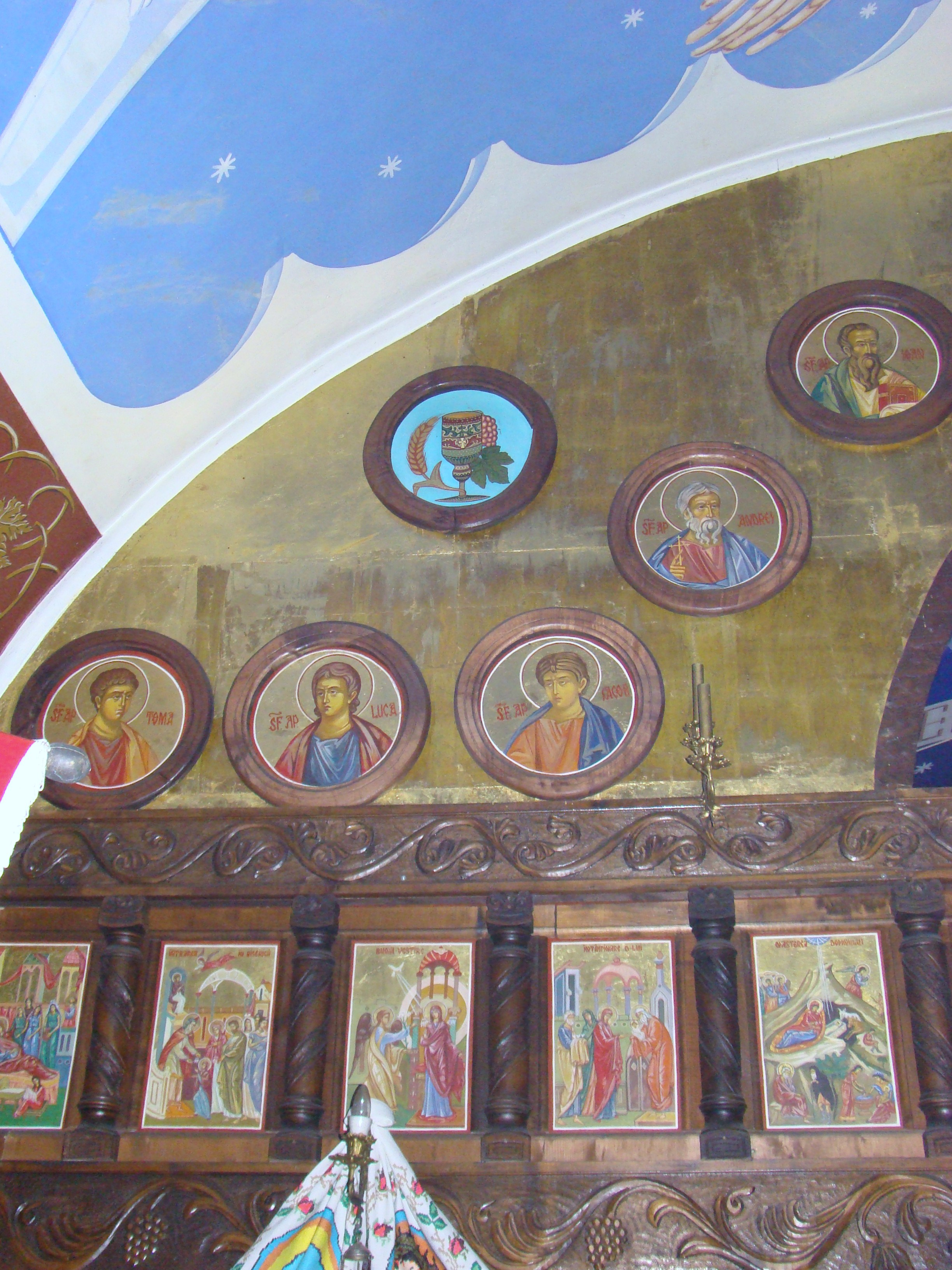
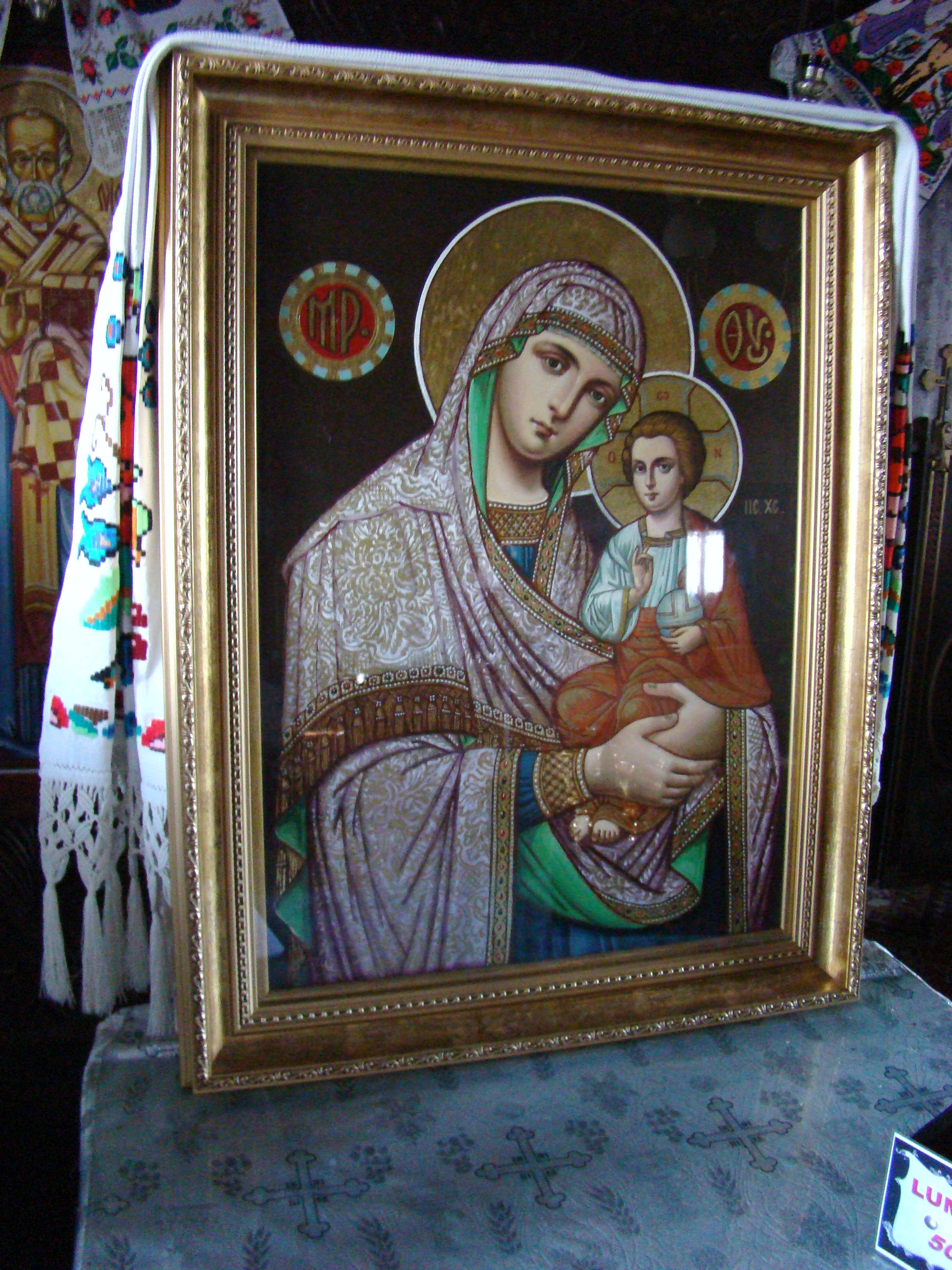
Icoana Maicii Domnului donată bisericii din Filea de Jos de părintele Arsenie Papacioc
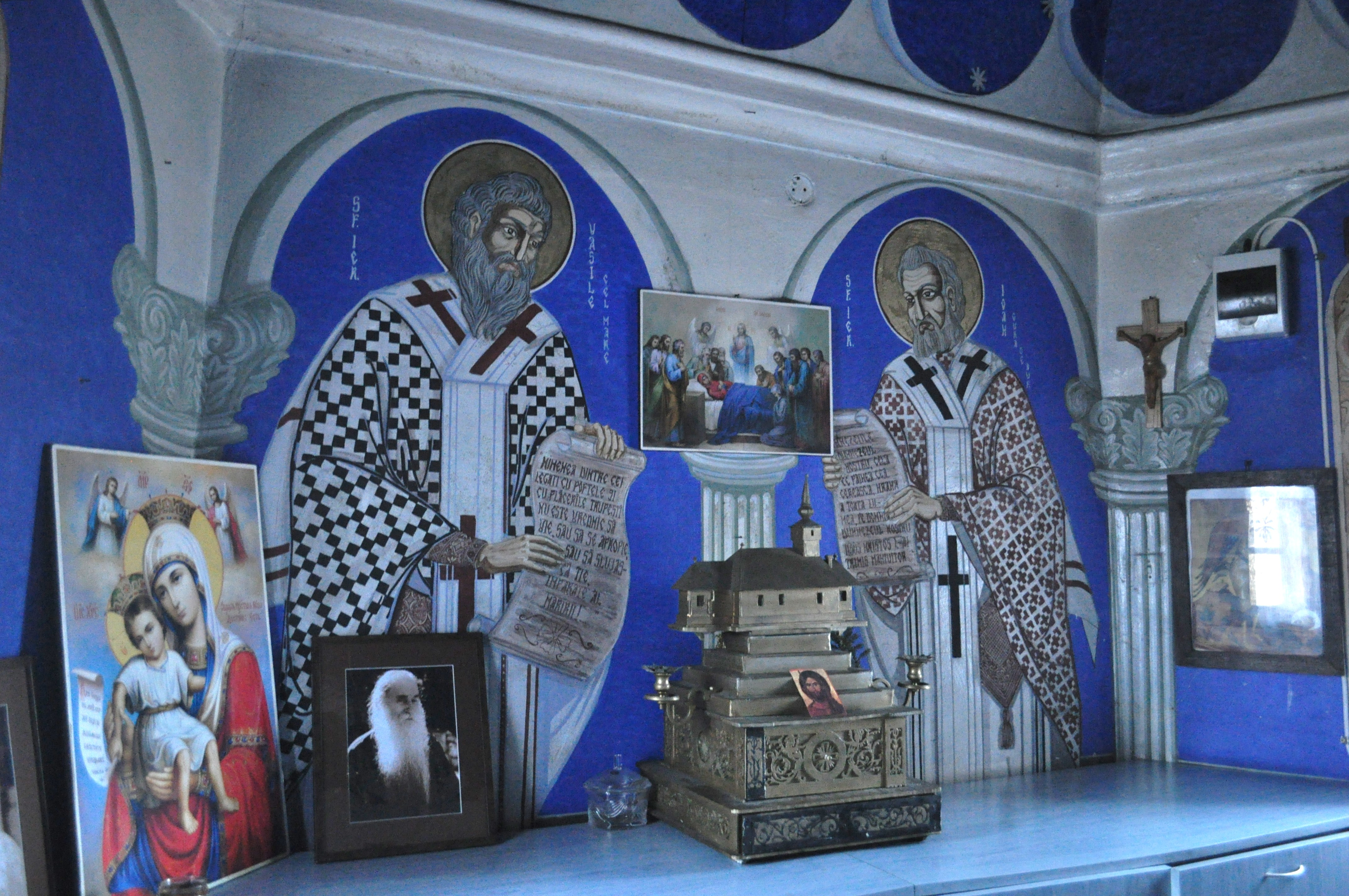
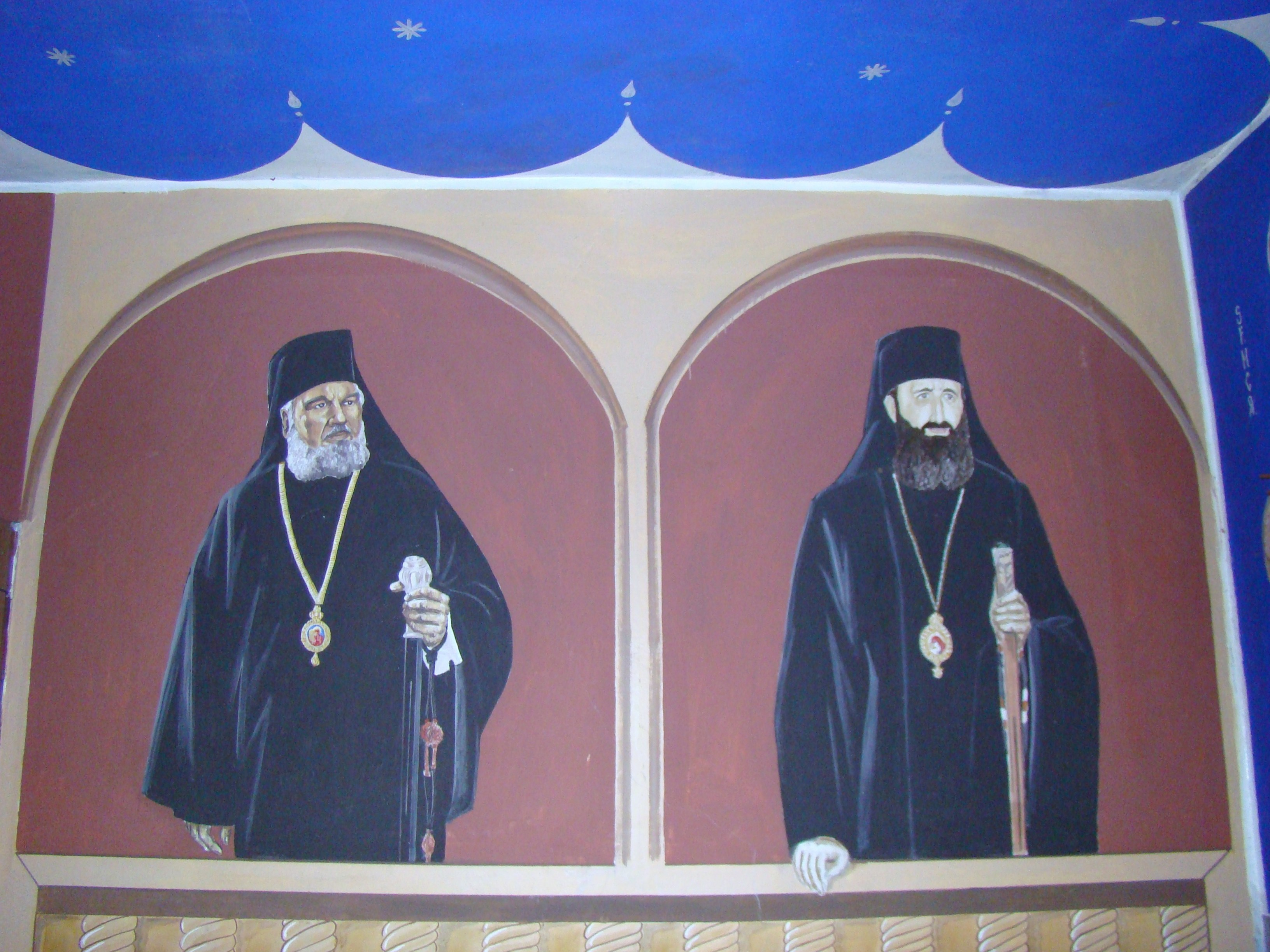
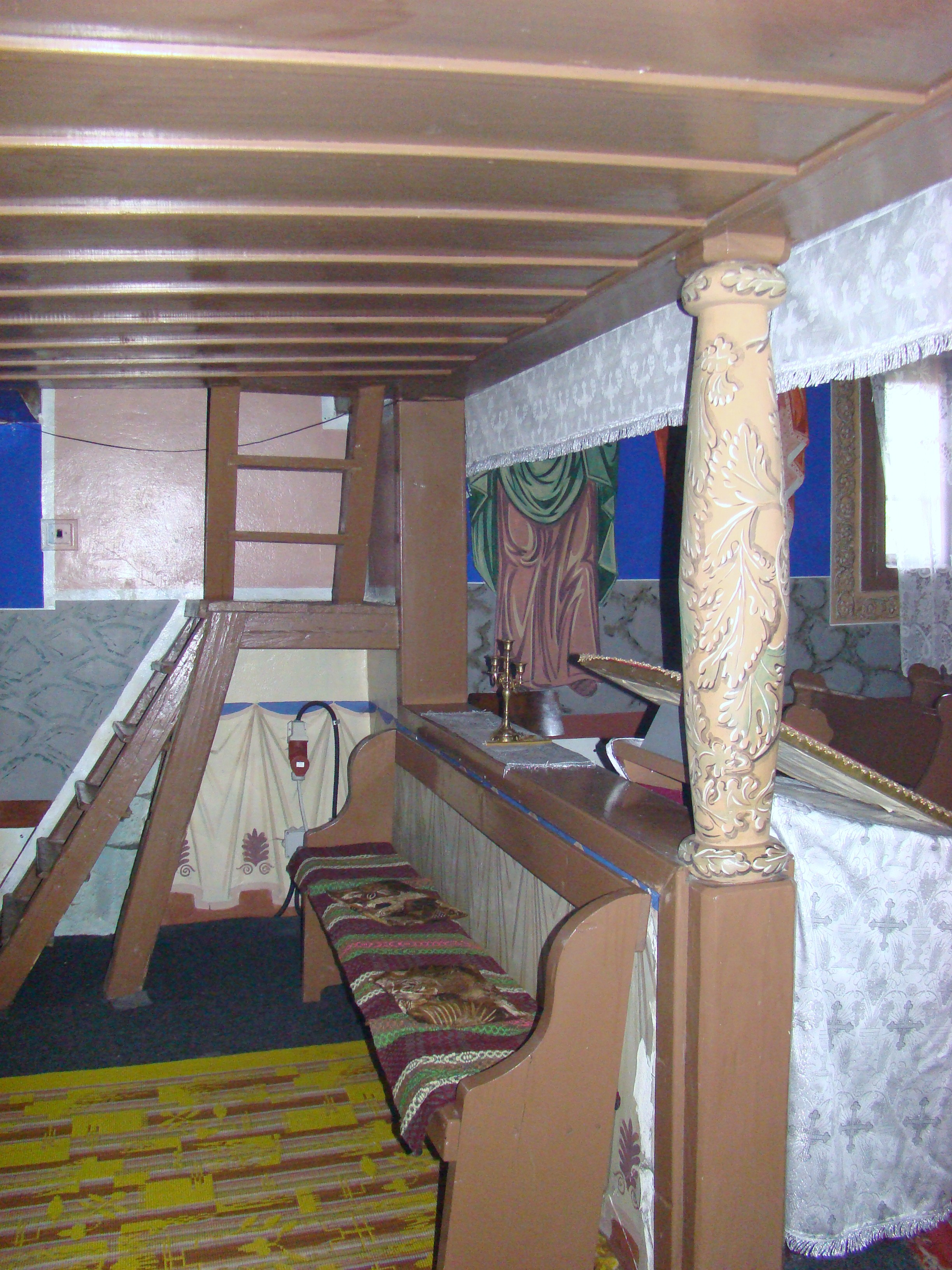
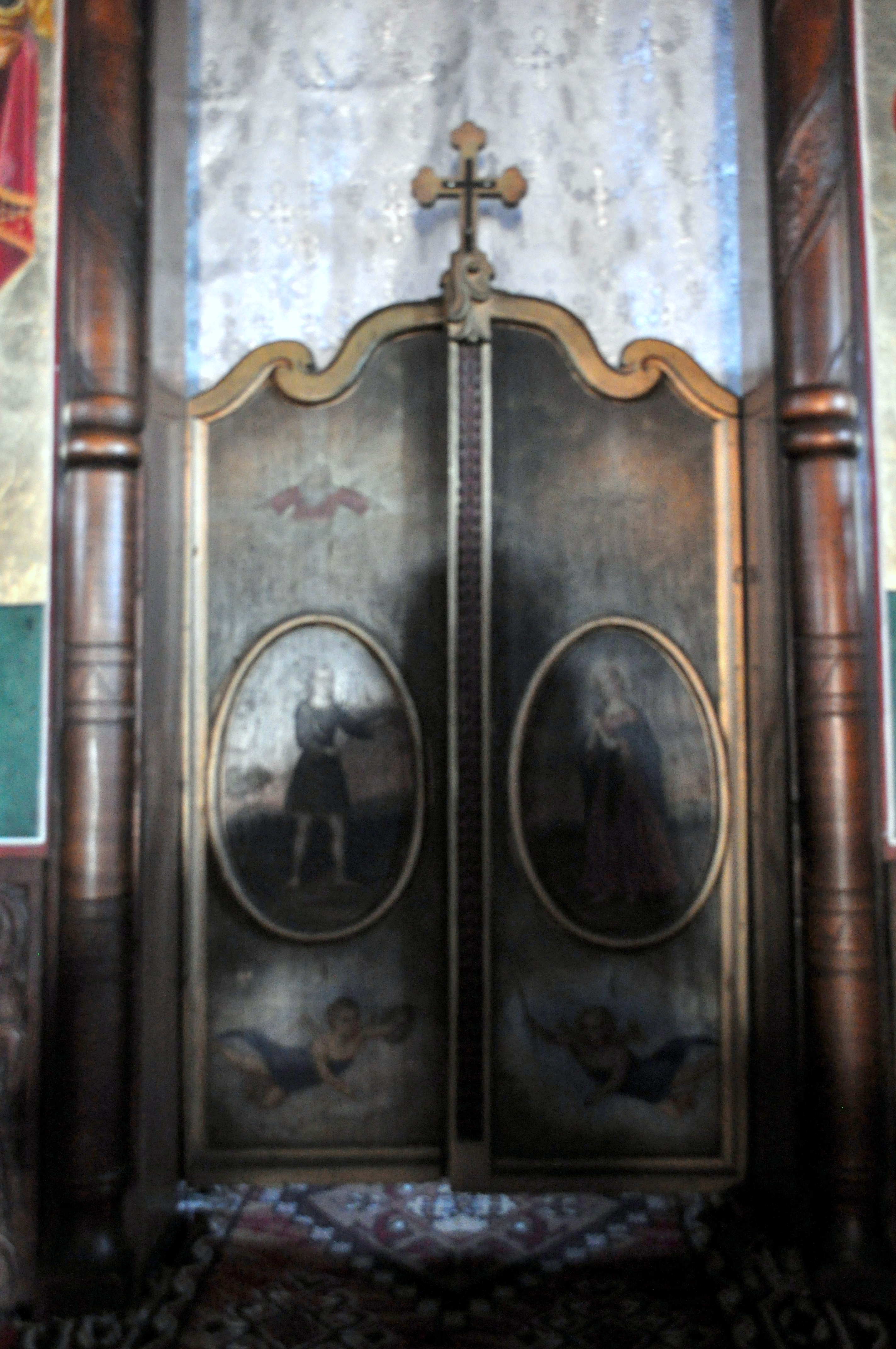
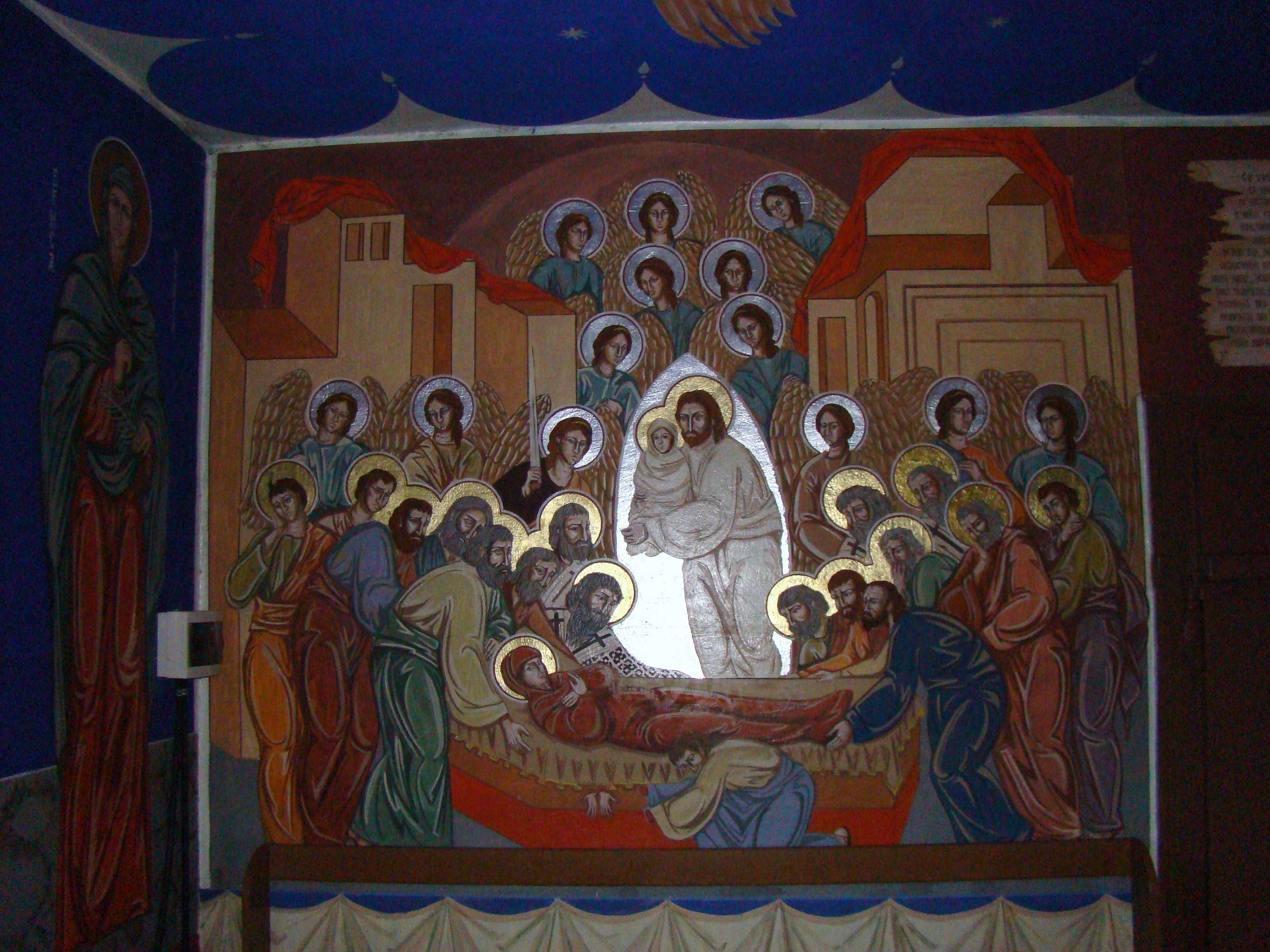
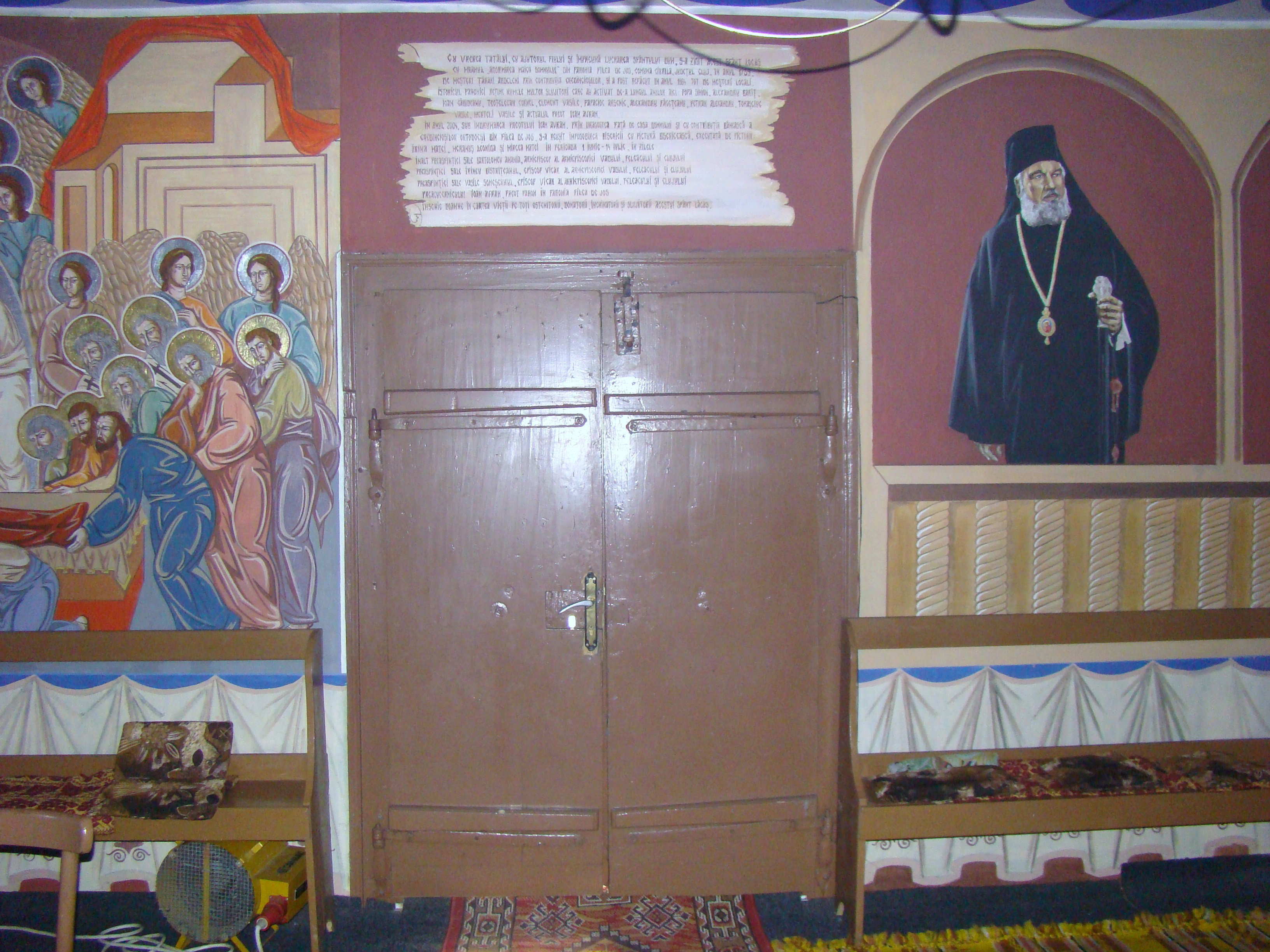
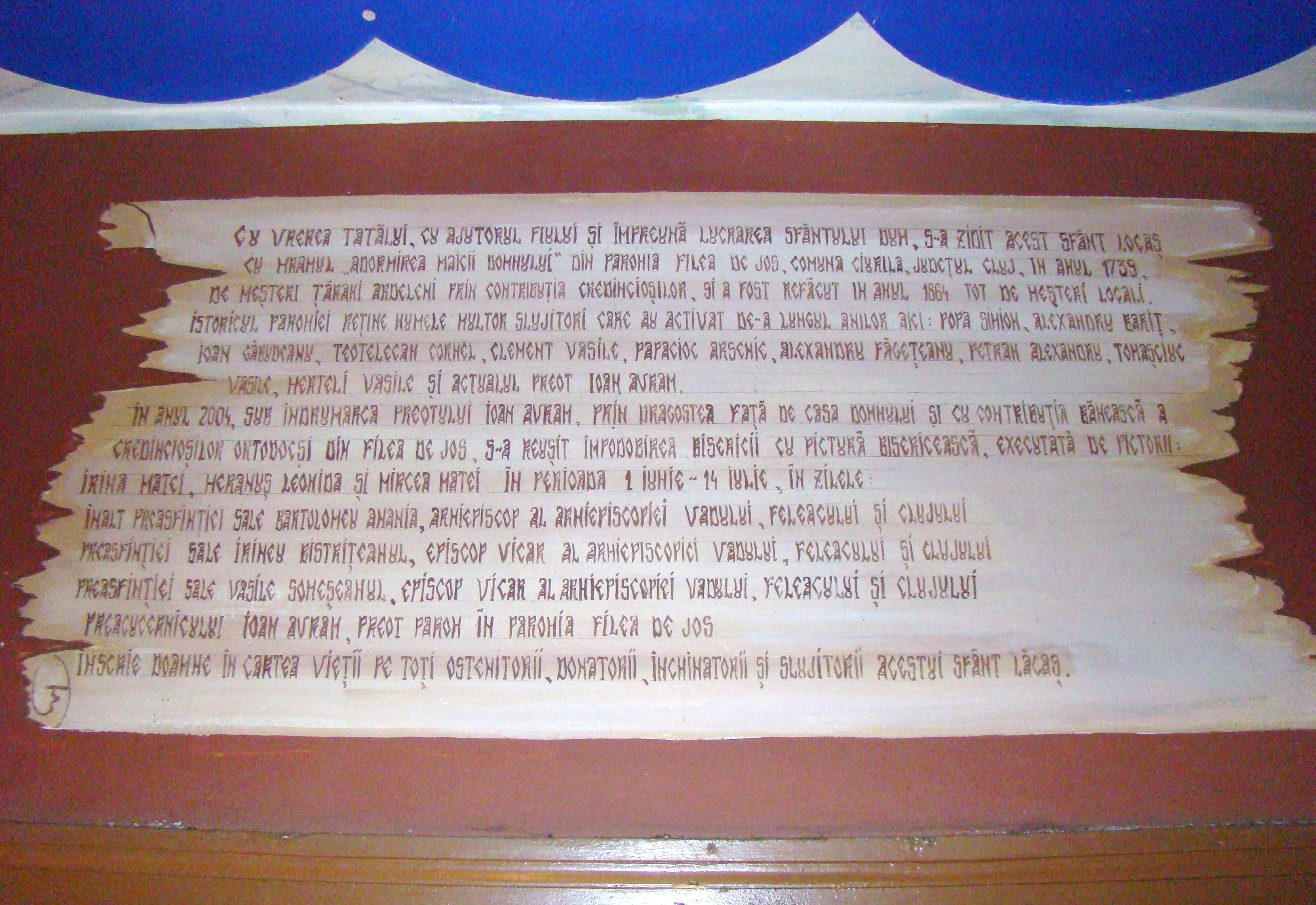